# Лајош I Анжујски
Лајош I Анжујски (мађ. I. Anjou Lajos, лат. Ludovicus I Andegavensis; Вишеград, 5. март 1326 — Трнава, 10. септембар 1382), познат и као Лајош I Велики (мађ. I. Nagy Lajos, лат. Ludovicus I Magnus), био је угарски и пољски краљ из породице Анжујаца.
Био је највећи владар угарске државе, мудар, енергичан и веома активан. Нашавши колико толико сређене односе у Угарској, приступио је обнављању краљевске власти у далматинско-хрватским областима. Ослањајући се на градове и на средње и ниже племство, тежио је да уништи самосталност крупних феудалаца и да ојача своју власт. Покоривши хрватске великаше, 1345. године, у први план је дошла освајачка спољна политика и он је повео десетогодишњи рат против трговачке Млетачке републике, која је тада била на врхунцу моћи, са циљем да поврати далматинске градове.
После дуготрајних ратова и успешних похода у Далмацију, па и саму Италију, срећа је изневерила Млечане, који су сада морали узмакнути пред јачим Лајошем и Задарским миром 1358. године се одрећи свих далматинских градова и острва од Кварнера до Драча. Тако да је Лајош прикључио јадранску обалу својој држави. Његовом је победом Угарска осигурала себи премоћ на јадранским обалама све до доласка Турака. Водио је широку спољну политику, имајући у плану да уједини анжујске поседе у јужној Италији, тј. Напуљску краљевину, са Угарском. У ту сврху предузео је два похода у Италију, који, ипак, нису дали никаквих резултата, али су делом потрошили снагу економски ојачале Угарске. Што се балканске политике тиче, Лајош је успео да учврсти своју сизеренску врховну власт. Ратовао против српског цара Стефана Душана око Хума. Приморао босанског краља Твртка I да му уступи неке области. Лоша страна ових успеха било је то што су они, у предвечерје опасности од Турака Османлија, уместо збијања снага, на трагичан начин супротставили Угарску њеним јужним суседима.
После смрти пољског краља Казимира III, који није имао наследника, 1370. године, постао пољски краљ. Владао огромном државом која се простирала од Висле до Јадрана, али без веће политичке користи, у то више што ни ту није био поштеђен ратова, због сталних упада Литванаца. У његово доба Угарска је стекла велики политички утицај у Европи. Био је најмоћнији владар Европе свог времена.
Са Јелисаветом Котроманић, кћерком босанског бана Стефана II, је имао три ћерке Катарину (1370—1378), Марију (1371—1395) будућу краљицу Угарске и Јадвигу (1374—1399) будућу краљицу Пољске.

## Порекло и младост
Лајош је био најстарији од тројице синова угарског краља Карла Роберта и његове треће жене Елизабете Пољске. Родио се 1326. године, после шест година брака његових родитеља. Његова браћа били су Андрија, касније војвода Калабрије и Стефан, касније хрватски херцег. Карло Роберт се трудио да преко Елизабете, иначе сестре пољског краља Казимира III, Лајошу обезбеди пољску круну. Успех је био готово сигуран, јер Казимир није имао деце. И доиста, Казимир је придобио пољске сталеже да свог нећака, 7. маја 1339. године, на сабору у Кракову прогласи за престолонаследника Пољске. Казимир је после тога, са великашима и бискупима, дошао у Столни Београд, где се 28. јуна састао са Карлом Робертом. Ту је био потписан уговор да пољски престо по Казимировој смрти припада Лајошу, кога се присутни Пољаци тада признали за свог будућег краља.
- Карло Роберт, рад Јаноша Туроција, „Хроника Угара” (лат. Chronica Hungarorum) из 1488. године.
- Елизабета Пољска са децом, „Мађарска илустрована хроника” (лат. Chronicon Pictum) из 14. века.
- Рођење Лајоша I, „Мађарска илустрована хроника” из XIV века.

## Долазак на угарски престо
Карло Роберт је умро 16. јула 1342. у Вишеграду, где је највише волео боравити, а сахрањен је у Столном Београду. Нови угарски краљ постао је шеснаестогодишњи Лајош, крунисан 21. јула.
Далмацијом и Хрватском је у почетку управљао остарели бан Микац Михаљевић. Међутим већ 1343. године бан Микац је умро, оставивши пет синова: Стефана, Акуша, Ладислава, Лоранда и Николу. Тада је Лајош за новог далматинско-хрватског бана именовао Николу Банића , господара града Доње Лендаве. Никола се први пут назива као „бан читаве Славоније” у писму краља Лајоша, 25. маја 1343. године. Николи Банфију је превасходни задатак био да у јужној Хрватској обнови већ одавно посрнулу централну власт, а пре свега да скрши моћ наследника моћног великаша Ивана Нелипчића.
Лајошева активистичка политика изазвала је брзо против њега његове угрожене суседе. Први рат за време Лајошеве владавине био је против његовог јужног суседа, српског краља Стефана Душана, у ком је постигао видне успехе. На северу Србије, Лајош је посео Мачву, коју је Душан раније преотео Карлу Роберту, и узео јако утврђене градове Београд и Голубац. Говорећи о пореклу свог рода у својој аутобиографији, Стјепан Митров Љубиша је поменуо како је 1343. године угарска војска упала у земљу Паштровића и убила 1400 људи.
Босански бан, Стефан II Котроманић, један од најисправнијих вазала краља Карла, не верујући у способности шеснаестогодишњег Лајоша, је 1343. године понудио савез Млечанима са жељом, да у њега уђе, поред хрватских великаша из залеђа Далмације, још и српски краљ Стефан Душан. Републици у тај мах није било у интересу, да се босански бан меша у далматинске послове с њом заједно, јер је желела да тамо ради сама и чисто за свој рачун. Она је стога није потпуно одбила банову понуду, али је и није примила. Стога је пустила да њени далматински градови преговарају са баном, и то само у своје име. Постојао је и један непосредан разлог због чега је Република хтела да бана не одбије коначно, наиме, она је те године ратовала са кнезом Нелипчићем, па се хтела осигурати да јој бан не би правио каквих сметња, премда је знала да су односи између њих двојице били одавно непријатељски.

## Рат око Книна
У септембру 1344. године бан Никола је са 4.000 војника упао у Далмацију, првенствено да освоји Книн, где је владала Нелипчићева удовица Владислава Нелипчић као регент свог малолетног сина Ивана. Ова вест је уплашила Млетачку републику, јер је бан после пада Книна могао редом заузети млетачке градове у Далмацији. Република је зато већ 28. јуна 1344. заповедила Шибенику, Сплиту и Трогиру, а 20. јула и Задру, Нину, Рабу, Хвару и Брачу, да помогну Владислави, јер је Книн био „кључ читаве Далмације”. Млечани су истовремено наговарали и хрватске кнезове Франкопане и Курјаковиће, да Владислави прискоче у помоћ. Видевши ту уздржаност Млечана, а чувши за ову банову војску, која се кретала према Далмацији, бан Стефан је решио, да поново иде уз Угарску, али да ипак, потајно, одржава везе и са Млечанима.
Чим је Банфи опсео Книн, позвао је Нелипчићеву удовицу, да без отпора преда тај краљевски град, који је њен супруг 22 године незаконито држао у својој власти. На то је бан почео са пустошењем книнског поља и паљењем суседних села, не би ли Книн заузео на јуриш. Међутим, Книн је био доста добро утврђен и брањен, да је Никола узалуд губио људе и време. Владислава је, ипак, побојавајући се да јој бан не пресече доток хране, почела преговоре о миру. На Владиславино обећање, да ће се по свом посебном посланику покорити краљу Лајошу, Банфи је дигао опсаду и повукао се у Бановину Славонију. Обећање је ускоро учињено и Владислава је дала потпуну покорност краљу Лајошу. Међутим, краљ није имао поверења ни у њу, ни у хрватске племиће, сматрајући сигурним јемством само увођење свог чиновништва у њихове градове. Захтевао је, да му Владислава преда све своје градове, што је она, уздајући се у помоћ других хрватских кнезова, свакако по савету Млетачке републике, одбила. Разјарени краљ је потом кренуо да скупља војску за рат против Владиславе и свих њених помагача. Припреме за рат су биле врло скупе и обимне, што је изазвало велики страх Млетачке републике која се бојала да не изгуби своје далматинске градове. Због тога је приближавање између Душана и Млетачке републике дошло готово само од себе. Млечани су тада предузели припрему одбране градова и почели живу агитацију у Далмацији и Хрватској. Хрватским кнезовима су слали оружје, а 7. јуна 1345. у Хрватску су чак послали 3 провидура , да је припреме за отпор.
Краљ је, пошто је 1. јануара 1345. године склопио савез са пољским краљем Казимиром, војводом Свидњице Болком II Малим и Лудвигом IV Баварским, царем Светог римског царства, против Луксембурга, који су тада владали у Бохемији; у јуну кренуо у Далмацију. Његова војска бројала је између 20.000 и 30.000 људи. Бан Никола је пре краља стигао у Далмацију и састао се код Книна са босанским баном Стефаном II Котроманићем. Имајући око 10.000 војника, позвали су Владиславу, да преда Книн. Владислава је склопила с њима 23. јуна уговор, којим је обећала, да ће краљу предати Книн, Унац, Почитељ, Срб и Острог, ако краљ њеном сину потврди сав посед породице Нелипчић, тј. Сињ са цетинском жупом и Бречево са његовим пољем. Средином јула 1345. године краљ Лајош је продро до Бихаћа на Уни, где је пред њега изашла Владислава са својим сином Иваном, са својим братом Гргуром Курјаковићем и са босанским баном. Краљ је прихватио садржај уговора од 23. јуна, па се измирио с Нелипчићима и Курјаковићима. Све ово је утврђено повељом од 21. октобра исте године. Бан Никола је потом ставио своју посаду у Книн, одакле је управљао целом Далмацијом и Хрватском, као и Славонијом. Зато се од тада назива: „бан читаве Славоније и Хрватске”. Бан Никола се овом титулом први пут ословио у повељи од 13. марта 1346. године.
Та капитулација Нелипчића и Курјаковића уплашила је велики део северних племића, који су пошли за њиховим примером. Упорни противници круне остали су само Павле и Младен III Шубић, који, потпомогнути од Млечана, нису хтели да напусте своје градове.

## Први рат са Млетачком републиком

### Избијање сукоба око Задра
Краљевом доласку су се, неочекивано, обрадовали Задрани, који су послали три изасланика, који је требало да се поклоне угарском краљу и предају му богате дарове, а потајно га замоле, да њихов град прими под своје окриље и ослободи га од млетачке врховне власти. Међутим, задарски изасланици су дошли у Бихаћ прекасно, јер се краљ, задовољан овим половним успехом, наиме, почетком августа ненадано морао вратити у Угарску уместо да крене даље у Далмацију. Млечани су, ипак, по својим уходама сазнали намеру Задрана, па су одмах послали ратно бродовље, које је већ 12. августа 1345. стигло пред Задар и опсело га заједно са копненом војском. Млетачки војвода Петар Канале је сутрадан поручио Задранима, да поруше градске бедеме, а да тврђаве предају Млечанима; а да ће, ако не изврше тај налог, бити нападнути од стране Млетачке републике. Задрани су се одлучили за борбу с Млечанима, па су што брже допремили у град масу хране и оружја, додатно утврдили град, спремили градску посаду и унајмили плаћенике. Улаз у луку је 30. августа затворен дебелим ланцем, који је био оплетен око 13 балвана. Покушај Млечана да 6. септембра покидају ланац, завршио се поразом на мору. Међутим, под Задар је убрзо дошла млетчка копнена војска од 20.000 људи под командом Марка Ђустинијанија, која је три дана пустошила Задарски котар. Из попаљених села народ је масовно бежао у Задар, где се скупило 28.000 људи. На то се Ђустинијани улогорио источно од Задра, где су Млечани 14. септембра почели градити велику дрвену тврђаву , из које ће извршити јуриш на Задар.

### Развој сукоба
Предвидевши како је Задар био добро утврђен и снабдевен, да га неће моћи заузети без великог губитка крви и времена, Млечани су у савез позивали хрватске кнезове; али су се од свих њих одазвали само Шубићи, који су у ту сврху у Шибенику 13. септембра 1345. склопили посебну погодбу млетачким дуждем Андријом Дандолом. Недуго потом, позиву су се одазвали и недавно покорени Курјаковићи. Напротив њима, Франкопани су помагали Задранима, премда је дужд 28. септембра 1345. наговарао кнеза Андрију Микаела на Рабу, да крчке кнезове Дујма и Бартола Франкопана одврати од Задрана. Највише помоћи Задрани су очекивали од краља Лајоша. Њему су већ 16. августа послали дарове с молбом, да њихов град прими у своју заштиту. Кад им пак 19. октобра стигла вест, да ће им краљ ускоро послати помоћ, Задрани су на највишој кули поставили краљевску заставу уз велику свечаност. Доиста, почетком новембра дошли су у приморје банови Никола Банфи и Стефан Котроманић са 10.000 војника, али када су се уверили, да су слабији од Млечана, 20. новембра су се повукли.
Врло препреден, бан Стефан је чак водио и неке преговоре са Млечанима, склопивши са њима примирје, изгледа више на млетачку него на задарску корист. Млечани су се плашили, да ће касније доћи већа војска, а с њом можда и сам краљ, па су настојали да Задар освоје што пре. Петру Кивраму, новом заповједнику млетачког бродовља, пошло је за руком, да 23. јануара 1346. разбије ланац, који је до тада затварао задарску луку. Од тада је 40 млетачких галија млетачких могло нападати сада опкољене градске бедеме. У граду се налазило 6.000 војника, који су одбијали млетачке јурише. Најтежа борба водила се 16. маја 1346. када су Млечани јуришали на град од 3 сата ујутру све до ноћи, не успевши да освоје град и изгубивши 800 људи. Бан Стефан се сада нудио за посредника за прави мир, до кога није могло доћи, јер Млечани никако нису пристајали да се одрекну Задра.

### Долазак краља
Крајем маја или почетком јуна, краљ Лајош је коначно сишао у Далмацију да спаси Задар, налазећи да његова истрајност у борби и важност његовог примера заслужују ту пажњу. Краљу су се придружили банови Никола Банфи и Стефан Котроманић, Франкопани и још неки хрватски кнезови. Његова војска је била толико огромна, да јој се број ценио на 100.000 људи; самих оклопних коњаника било је до 30.000. Краљ се улогорио код Земуника, одакле је 10. јуна са 2.000 коњаника пошао пред Задар, да погледа градске бедеме, а сутрадан су му захвални Задрани предали градске кључеве. Кад се Лајош 15. јуна са читавом војском примакнуо граду, пред њега су изашли весели Задрани, клечањем му захваљујући. Напротив, 16.000 Млечана су остали у својој тврђави. Краљу није преостало ништа друго него да их опседне. Међутим, за опсаду му је недостајало опсадних машина. Задрани су му понудили 11 својих машина; али то није било довољно, јер је млетачка тврђава имала 28 кула и торњева. Нестрпљиви краљ предузео је 1. јула велики јуриш на тврђаву и његова војска се храбро борила од зоре до поднева, али Млечани су одбили све нападе, изгубивши само 500 војника. Напротив је краљева војска љуто настрадала, јер је погинуло преко 7.000 војника, а још више их је било рањених. За тај пораз Задрани су кривили, поред других, нарочито бана Стефана, да је и даље био у тајним везама са непријатељском Републиком. Оволика погибија је разочарала Лајоша, који је помишљао на повратак у Угарску. Доиста, краљ је већ 3. јула препустио Задар својој судбини, кренувши у повлачење. Краљ је на повратку извршио један јуриш на Островицу, град Павла II Шубића; али га је први неуспех одвратио и од опсаде града, па се запутио у Бихаћ, где се налазио већ 22. јула. По повратку у Угарску, Лајош се, да би добио слободне руке на западу, у Италији, измирио са, сада царем, Душаном.

### Мир са Задром
После одласка краљевске војске нестало је наде, да ће се Задар одржати. У малаксалом граду је избила глад, што је на јесен изазвало вапај за миром. Племство се још неко време држало борбено, али је напокон морало 7. децембра почети преговоре с Млечанима, којима је такође додијао рат, који их је стојао 3.000.000 дуката. До мира је дошло врло брзо, већ 15. децембра 1346. године, када је Задарски котар пристао на безусловну власт Млетачке републике. Истовремено укинута је сва задарска аутономија; република је пак јамчила, да нико од Задрана неће изгубити ни свој живот ни иметак. Током ових борби, бан је, иако је учествовао на угарској страни, ипак чинио неке услуге и Млечанима и, како сами Задрани пишу, само се његовом држању може приписати, да су они, на крају крајева, морали доћи поново под млетачку власт. Стефан је ово радио зато што је нарочито желео, да га Млечани измире и с царем Душаном, који је био киван на њега због освајања Хума и који то питање није никако хтео да скине с дневног реда. Млечани су покушали да посредују, али неуспешно, па се бан, после тога, да би обезбедио свој лични положај и посед, још више везао за Угарску.
Овај пораз деловао је и на самог бана Стефана. Видевши да мађарско посредовање није донело ишчекиване резултате, и да би, поред све своје дипломатске вештине, могао доћи у незгодан положај, он је, још у септембру понудио Млечанима савез против Лајоша. Млечани су најпре, после постигнуте победе, свесни да крај рату не може бити далеко, одбили ту понуду са мотивацијом, доста понижавајућом за бана, да им њихово поштење не допушта склапати савез против краља у часу кад са њим преговарају о миру.

### Сукоб око Островице
У међувремену, почетком децембра је умро Павле II Шубић, када је управу над Островицом преузео преузео његов малолетни син Јурај III, под регентством свог стрица Гргура. Међутим, Јурај се у то време налазио у Модрушама код својих ујака Франкопана. Пошто је Гргур пристајао уз Млечане, а Франкопани уз краља, избио је прави рат за малог Јураја Шубића, у коју су ушли и Млечани, побојавајући се, да ће Островица, кључ Задра, пасти у краљеве руке. Млечани су 29. октобра 1346. године молили Гргура, да Островицу не даје краљу. Крчким кнезовима Франкопанима 7. новембра послали су посебног изасланика с молбом, да им изруче малог Јураја. Њихов труд је био узалудан, јер се сам Гргур Шубић 1347. године покорио краљу Лајошу, који му је повељом од 31. јула 1347. опростио дотадашње одметништво. Јурају је у замену за предату Островицу краљ дао град Зрин с великим имањима између Уне и Купе. Тако је малолетни Јурај постао први кнез „Зрински”. И у последњем часу, Млечани су настојали, да краљ не добије Островицу, којом се управљало Задром и његовим котаром. Млечани су 22. августа 1347. опомињали Гргура Шубића, да се заклетвом обвезао испунити опоруку свог покојног брата Павла, а по тој опоруци морао је Островицу чувати за малолетног Јураја. Кад им ни то није успело, Млечани су 30. августа понудили Гргуру годишњу апанажу од 1.000 либара, ако допусти, да Млечани ставе у Островицу своју посаду, која би чувала ту тврђаву, док Јурај не одрасте. Али, Гргур није пристао на ту понуду. Зато су му Млечани 1. октобра понудили годишњи допринос од 500 либара, ако очува Островицу за Јураја. Све је било узалудно, па су Млечани 20. новембра 1347. установили, да је Островица ипак предата краљу Лајошу.

### Примирје
У међувремену, синовац босанског и бана и далматинског господара Младена II Шубића, а унук моћног бана Павла, Младен III Шубић, господар Омиша, Клиса и Скрадина, и даље је остао „брибирски” кнез. Овај непомирљиви противник краља Лајоша био је од јесени 1347. године, ожењен Јеленом, сестром српског цара Душана Силног. Нема сумње да је брак био политички, уперен управо против краља Лајоша и бана Стефана. Млечани су сада, пред опасношћу нових борби, сами прихватили банов предлог и живо радили да дође до савеза. Нарочито су утицали на Младена, да престане са непријатељствима против бана.
Међутим, Младен је умро већ 1. маја 1348. у Трогиру од куге, оставивши посмрче, сина Младена IV, под регентством свог брата Павла III Шубића, који није био тако одважан у борби против краља као Младен. Млечани, побојавајући се да ће градови Омиш, Клис и Скрадин пасти у краљеве руке, већ 8. маја 1348. године упућују кнезове у Задру и Трогиру, да помажу Шубићевим градовима; а Павлу Шубићу обећавају и помоћ. Све ово, па и страшна куга, која је 1348. године опустошила цео Балкан и добар део Европе многе градове, нарочито Нин и Шибеник, приморали су Млечане на уговор о миру с краљем Лајошем. Краљ је одбио прве понуде, али је касније, посредовањем бана Стефана и цара Душана, који је водио рачуна о својој сестри, после дугих преговора 5. августа 1348. године пристао на осмогодишње примирје с Млечанима и брибирским кнезовима. Осмогодишње примирје с Млечанима, краљ Лајош је употребио, да се што боље припреми за коначно освајање далматинских градова.

## Напуљска кампања
У међувремену, Лајошев брат Андрија био је мучки задављен 18. септембра 1345. године по наредби своје супруге Јоване, краљице Напуља. Лајош је тражио, да се кривци оштро казне, али Јована се 1346. године, упркос томе, удала за свог љубавника Луја, војводу од Тарента. Да јој се освети, Лајош је 11. новембра 1347. године пошао с војском у Италију. Јована је побегла у Француску, на шта се Лајош прогласио напуљским краљем. Потом је 23. јануара 1348. године погубио војводу Карла Драчког, Јованингог савезника. Последица овога било је скоро потпуно Душаново освајање напуљске сателитске државе Краљевине Албаније (лат. Regnum Albaniae), од које је само остао Драч. Те године, Лајош је од папе добио Златну ружу (лат. rosa aurea).
Уместо Лајоша у Напуљу је управљао Стефан Лацкфи, претходни војвода Ердеља. Лајош се додуше 1350. године по други пут упутио у Италију, али се у новембру исте године морао вратити у Будим. Помисао на освету је људски разумљива, али је она навела краља на политички и војнички неостварљив план. Показало се да је освајање Напуља варљива илузија. Напуљ се, према тадашњим саобраћајним условима, налазио невероватно далеко, а на путу су се налазиле и непријатељске силе. Такође, Лајошева власт над Напуљем није имала локалну подршку. Тако да се Лајош на крају морао одрећи Напуљског краљевства, које је остало краљици Јовани.

## Бановање Николе Сеча
Током опсаде Задра у страшном боју пред млетачком тврђавом, 1. јула 1346. године, бан Никола задобио је тешке ране, због којих неко време није могао обављати свој положај бана, тако да је од 1346. до 1349. године хрватски бан био Никола Сеч, који је до тад био врховни столник (лат. magister dapifenorum) на краљевом двору. Као „бан читаве Славоније и Хрватске” Никола Сеч се настанио у Загребу, вероватно у краљевској палати. Овде га видимо већ 16. августа 1346. Нови бан је 21. децембра 1347. године у Загребу сазвао славонски сабор, да би зауставио борбе између локалних племића. Николи је помагао дубички кнез Иван, који се 2. јуна 1348. зове „подбан у цијелој Хрватској”. Никола Сеч се последњи пут спомиње као хрватски бан 19. маја 1349. године. Краљ Лајош га је касније именовао „баном северинским”, што се види из повеље из 11. априла 1351. године.

## Херцег Стефан
Почетком 1350. године Лајошев 18-годишњи брат Стефан је постао „херцег читаве Славоније, Хрватске и Далмације". Херцег је остао у Будиму, где је заступао одсутног краља Лајоша; херцега је 1350. године замењивао Павле Угал, кога је управо Стефан поставио „баном у краљевинама Славонији и Хрватској”. Године 1351. и 1352. бан је био Стефан Лацфи, који је повељом од 30. октобра 1350. године стекао имања Чаковац и и Штригово , ради заслуга у Напуљу. Краљ Лајош у тој повељи нарочито истиче, да Међимурје даје Лацкфију „приволом господина Стефана, војводе читаве Славоније, Хрватске и Далмације”.
Нови хрватско-славонски херцег настанио се тек почетком 1353. године у Загребу, где су га великаши дочекали великим слављем и даровима. Стефан се 1350. оженио с Маргаретом, кћерком Лудвига IV Вителсбаха (1313—1347), некадашњег баварског војводе и цара Светог римског царства. Херцег је становао у краљевском двору на Гричу. Да би добио искусног саветника, херцег Стефан је опет бившег бана Николу Банфија имановао баном „читаве Славоније и Хрватске”. Потом је у Загребу 10. марта 1353. године издао повељу, којом Копривници, у опсегу свог имања Каменград; додељује онаква права, каква имају слободни градови, нарочито слободан избор судија и жупана, па и право дизања бедема око градова. Дана 8. маја херцег и бан су одржали сабор. Сам бан Никола, сазвао је 9. септембра сабор у Книну, „да се установе права херцегова величанства” у Далмацији. Овај сабор трајао је пуних 10 дана.

## Рат у Халичу
Дана 4. априла 1350. године, Лајош се споразумом са пољским краљем Казимиром одрекао права на тзв. „Црвену Русију”, тј. Халич и Лодомерију, у његову корист. Почетком лета 1351. године, Лајош је, помажући Казимиру, упао у те области у циљу потискивања Литванаца и превођења области у католичку веру. Већ до 15. јула, литванска моћ је била сломљена, а њихове вође, кнежеви Кестутис и Лубарт, били су заробљени у краљевом логору, где су се обавезали да ће примити хришћанство, али су побегли током ноћи и њихово обећање је остало без икакве важности. Лајош је поново упао у Црвену Русију у марту 1352. године и 28. марта опсео Белз, али већ 31. марта морао је подићи опсаду и повући се. После овог пораза, није више било већих окршаја и мир је закључен у септембру, Казимировим освајањем ових области. 1355. године, дошло до угарско-пољско-бохемијске експедиције против Литваније, али је она била мањих размера.

## „Јединствени декрет”

### Политика према племству
Политика краља Лајоша била је наставак политике краља Карла Роберта, која је имала за циљ да скрши и покори непокорне и моћне великаше. Лајош је то радио ослањајући се на градове средње и ниже племство. У Далмацији су га на тај корак нагониле сумњиве везе хрватских племића са Млетачком републиком, због којих је делимично изгубио или је постојала опасност да ће изгубити важну далматинску обалу. Ради тога је нарочито хтео да стави под своју власт стратешки важније градове, које је држала скоро независна хрватска властела, која се колебала између законитог краља, који је далеко, и блиске и веома веште Републике Св. Марка. Колебање се нарочито запажало код Шубића. На самом приморју су те стратешки важне градове непосредно држали Млечани. Тако се краљев рат против племића претворио у рат против Млетачке републике.
Борећи се с крупним феудалцима Лајош је избегавао да сазива саборе, који су били главни орган аристократије, и владао су уз помоћ свог краљевског савета, у који је позивао првенствено свештенство. Сабор је био сазван тек 1351. године, зато што племство није било тако безрезервно послушно као за време владавине Карла Роберта, да би Лајош међу њима потражио савезнике.

### Садржина декрета
То је учинио документом под именом „Јединствени декрет” (лат. Decretum unicum), који је имао за циљ да утврди краљев споразум са племством, а које су, ипак, послужиле интересима племства, тако што су проширене њихове привилегије. Раније је у разним деловима земље било привилегованих слојева чије привилегије су биле ограничаване мањим обавезама неплемићког карактера, као што су нпр. давање кунине коже, па је тиме и њихов племићки статус у земаљским релацијама био неизвестан. Лајош наређује да сваки племић ужива „једну те исту слободу”, чиме се правно изједначило и ниже племство.
Друга одредба декрета из 1351. године, која је имала велики домашај, обично се назива законом о дедовини. Његова суштина је у томе да се наслеђени, тј. онај део племићког поседа који потиче од предака – супротно ранијим обичајима – не сме нити продати, нити опоруком оставити страним лицима. Циљ је био да поседи остану у рукама породице, односно рода.
Феудални карактер Лајошеве Угарске огледа се и у мерама према кметовима. Краљ је помагао племству да укмети сељаке, под условом да му племство признаје врховну власт. „Decretum unicum” је најпре прописивао да само племићи могу бити сопственици земље, што је посебно погодило слободне сељаке. Учвршћена државна власт осигуравала је сељацима несметану производњу, али је и искоришћавала нараслу способност сељака за подношење терета. И сељак је имао користи од веће и разноврсније производње, али су држава, црква и властелин одмах тражили повећан део. Од времена краља Карла Роберта држава је убирала стални порез, а 1351. године – неколико година после велике епидемије куге у Европи – краљ је наложио обавезно испоручивање властелинске деветине. То је значило да је, пошто црква узме десетину жита и вина, кроз поново рачунату десетину (од 9/10) властелин практично односио деветину.
У доношењу закона о деветини, као најтежој обавези, велику улогу је имало настојање да се изједначавањем положаја кметова на целој државној територији смањи њихово сељење. Власт феудалаца учвршћивало је и то што су почетком 14. века велепоседници добили судску власт над својим кметовима. Тај институт се звао господски сто. Феудалци су од краља добили и тзв. палошко право. На господском столу феудалац је судио кмету, а властелин који је имао палошко право могао је да изрекне и смртну казну.

## Нови сукоби са Србијом

### Нова балканска политика
Пошто се измирио са напуљским двором и помогао свом ујаку против Литванаца, Лајош је, подстицан од папе Климента VI, почео веће припреме за своју нову балканску политику, обележену борбом против неверника и шизматика. Краљев савез са Ђеновом против Млечана из 1351. или 1352. и женидба кћерком бана Стефана, којом је Босну тесно везао за Угарску, јасно су говорили да Лајош мисли на активнију политику на Балкану и да ће она, као много пута раније, под верском формом носити чисто политичке тенденције. Ускоро је краљево непријатељско расположење према Србима постало јавна ствар. Против Срба је сада био и бан Стефан, очигледно киван на Душана због његовог упада у Захумље, 1350. године.
Године 1353. супарништво између Угара и Млечана у Далмацији се опет заоштрило, али сукобе је спречило посредовање суседа, а највише цара Карла IV. Млечани су тада понудили Лајошу 100.000 дуката наједном или по 5.000 дуката годишње, као откуп за Далмацију. Краљ, коме је требало новаца, начелно је пристао на такав споразум; али, против њега се јавила озбиљна опозиција на двору, и он јој је морао попустити.

### Преговори цара Душана и папе и Лајошев напад
Лајошево непријатељско држање и опасност од Турака на југоистоку, определили су цара Душана, да 1354. године лојално потражи наслон на папску курију. Где је у лето те године стигло царево посланство, носећи царево писмено обећање да ће прићи западној цркви и услове под којима би он то учинио. Међутим, одговор новог папе Иноћентија VI није испунио цареве наде. Папа је 29. августа љубазно одговорио, али је у том одговору, првенствено из обзира према Лајошу, цара називао краљем, што на Душана није оставило добар утисак. На крају је папа отезао слање посланства, које је упућено тек 24. децембра. Посланство је доносио цару тражену титулу, али не и јемство да ће католички владари остати пријатељски расположени или бар неутрални за време његовог разрачунавања са Турцима.
У међувремену, у пролеће, Лајош је, заједно са херцегом Стефаном, спремао свој поход против Србије. Већ у лето је, угарска војска предвођена лично краљем Лајошем, извршила већи упад у територију јужног суседа. Да би сузбио Лајоша, Душан, који се налазио у јужним областима Српског царства, је кренуо на север и већ у августу се налазио под Рудником, у Брусници. Његов долазак је зауставио офанзиву Лајошеве војске, која је, осим Срба страдала и од маларичне заразе, од које је 9. августа умро херцег Стефан. После Стефанове сахране у столној цркви у Загребу, угарска војска се повукла из Србије без икаквог успеха. Душан није могао да сам пређе у противнапад, јер је журио на југ где су се одигравали догађаји од пресудне важности, а није ни хтео да Угаре изазива на осветничке борбе, пошто му је и ова борба тешко пала.
Пошто папа није могао да га заштити од Лајоша, Душан је бесан одустао од уније. Није хтео ни да крије свој бес пред папиним изасланством, које је стигло у марту 1355. године. Царева срџба је била толика да су и изасланици били у опасности, а забранио је и католицима у својој војсци присуствовање мисама, ставивши до знања да је потпуно променио мишљење. Главна личност изасланства, Француз, учени падски бискуп Петар Тома је разочаран, љут и озлојеђен због пропале мисије, на повратку кући, отишао краљу Лајошу и тражио од њега да рат са Србијом настави свом жестином.

## Прилике у Босни
Лајошеве наде, да ће помоћу таста истиснути Млечане из Далмације, пале су у воду када је овај умро 28. септембра 1353. године. Пошто није имао мушког потомства, наследио га је прво брат, кнез Владислав. Међутим, Владислав није дуго надживео брата; у једној повељи из 1354. године уместо њега су издали потврду неких властеоских повластица његов најстарији син, тек 15-годишњи Стефан Твртко и његова мајка Јелена.
Кнез Владислав имао је довољно ауторитета, да после братовљеве смрти узме власт; али кад је његова удовица остала сама, са два малолетна сина, њен је положај био много тежи. Морала је да против домаћих незадовољника тражи наслона код Угара и ради тога је, заједно са сином Вуком, дошла на двор краља Лајоша. Није познато поуздано шта је том приликом свршила, али сигурно није била напуштена. Она је, са свакако појачаним ауторитетом, одмах по повратку, још 1354. године сазвала у Милама сабор целе Босне и успела је да на њему придобије за свог сина и династију најугледније великаше земље. Међутим, иако је добила Лајошеву подршку у Босни је 1354. године било нереда. Узрок је, највероватније, била тежња властеле да се искористи смрт претходног и младост новог бана.

## Херцег Јанош и Будимске привилегије
После смрти херцега Стефана, његова удовица је и даље остала у Загребу, владајући као „херцезица читаве Славоније, Хрватске и Далмације” уместо свог малолетног сина Јаноша. Да би херцезица лакше управљала поседима, краљ је после смрти Николе Банфија, 1356. године, именовао два бана: Јаноша Ћуза за Далмацију и Хрватску, а Леустахија Ратолда за Славонију. Од када се 1358. године Маргарета удала за грофа Герлаха од Хоенлоа и отишла у Свето римско царство, њен син Јанош је као „херцег” живео на Лајошевом двору, док га је у баштинским областима замењивао Леустахије, „бан читаве Славоније”.
Дана 24. јануара 1355. године, сазван је државни сабор у Будиму, на коме је присуствовао и пољски краљ. Сабор се тицао будуће персоналне уније Угарске и Пољске. Одлуке сабора биле су тзв. Будимске привилегије, којима је загарантована потпуна независност једне земље од друге, обећана надокнада витешких губитака насталих током иностраних ратних експедиција и забрањено увођење нових намета.

## Крсташки ратови против Босне и Србије
Краљ Лајош је систематски радио да ојача централну краљевску власт и да што више прошири границе угарске државе. У томе је имао великих потеза и широк замах. Више него његов отац, Лајош је обратио пажњу Далмацији и јужним границама. Првих година његовог краљевања његов претежан интерес био је за ствари на Југу; тек у другој половини владавине, отприлике од 1365. године, више је обраћао пажњу на питања Истока и Севера. Пошто је сломио племство у Хрватској и Далмацији, нарочито покоривши кнеза Нелипчића и пресадивши Јураја Шубића у Зрињ, а у Славонији, 1351. године, тамошње племство изједначио са угарским; пошто је босанску бановину женидбом са кћерком бана Стефана тешње везао за себе; остало му је да рашчисти односе са Србима и са Млечанима у Далмацији. Тако је, да би показао колики значај даје тим областима, свог брата Стефана прогласио
војводом (лат. dux) целе Славоније, Хрватске и Далмације, који се са том титулом јавља од 1350. године.

### Криза око поседа Брибирских Шубића
Краљ Лајош се, доиста, почео спремати за рат против Србије, али није могао да током 1355. год. пређе у напад. Можда није имао ни праве воље да прими борбу с Душаном, чију је снагу знао и видео. Сем са Србијом, он се уплео и у рат са српским савезником Млетачком републиком око Далмације. Тада је Твртко са мајком ушао у активну политику у Далмацији. Пошто је Тврткова мајка Јелена била кћерка Јураја II Шубића и имала утицаја у својој родбини у Далмацији, Лајош је употребио њу и Твртка у циљу предаје преосталих далматинских градова који су припадали Душановој сестри Јелени: Омиша, Клиса и Скрадина, а посебно ова два последња, угарској круни.
Због тих градова је било доста прегоњења и преговарања. Њих су хтели и Млечани и Угари и Босанци, док је Душан, заједно са Катарином Дандоло, женом Павла III Шубића, желео да их очува сестри као својој савезници, а можда и као стратешке тачке према Босни, са њене западне стране. Јелена је одбила захтев босанског бана и затражила помоћ свог брата, на шта је у Далмацију провалила војска бана Николе Банфија, заузевши Омиш. Међутим, да ова два преостала града не би пала у Лајошеве руке, једно помоћно одељење Душанове војске је ушло у те градове. Како цар није хтео никаквих сукоба с Млечанима, он је, видећи њихову несавладиву жељу да добију градове, пристао да Јелена од септембра поведе преговоре о продаји.
У Скрадину, где је грађанство непријатељски дочекало српску војску, Србима су се придружили и Млечани, којима је, по ранијој царевој наредби, 10. јануара 1356. године, град предао заповедник српске војске Ђураш Илијић, чувши за цареву смрт. Клис су, међутим, после дуге борбе, у марту, преотели Угари, пошто су српску посаду били потпуно затворили у тешко приступачном граду. Младену IV остао је једино град Брибир са истоименом жупом као баштина некада толико моћних кнезова Шубића Брибирских. Твртко и његова мајка су, радећи за Лајоша, свакако преко своје воље, имали несумњивих успеха придобивши ових неколико градова.

### Избијање рата са Млечанима
С пролећа 1356. год. чинило се, као да ће краљ Лајош наставити почето ратовање у Србији, нарочито пошто нарочито пошто више није било моћног Душана. У мају, он је дошао у Загреб и почео да скупља војску. Његов проглас из 4. јуна, говорио је изрично, да се спрема рат против шизматичних и неверних Срба, које треба превести у јединство вере, а свакако у духу савета огорченог бискупа Петра и папске курије, и да краљ мисли обновити своје право над Србијом. У Рим је чак поручивао да ће силом превести Србе у католицизам. Али, уместо на Србе, краљ Лајош је изненада окренуо ту војску против Млечана. Повод је било сарађивање Срба и Млечана, нарочито у Далмацији, природно уперено против Угара. Међутим, главни разлог овог рата било је Лајошево настојање, да потисне супарнички млетачки утицај на хрватском и далматинском приморју и да источну обалу Јадранског мора обезбеди искључиво поседу круне Св. Стефана. Да је савез са шизматичним Србима био само изговор за нови непријатељски став видело се најбоље по Лајошевом захтеву да му Млечани врате све што су заузели у Далмацији заједно са Задром. Када су они то одбили, дошло је до рата.
Брзо по паду Клиса, угарска војска је добила дозволу да прави испаде против свих суседних општина сем пријатељског Сплита. Главна угарска војска, која се скупила у Загребу, која је бројала 40.000 људи и коју је лично предводио краљ Лајош, кренула је преко Крањске на млетачко подручје у самој Италији, док је у Далмацији оперисала споредна војска. Краљу Лајошу су у овом походу, морално или стварно, помагали: аквилејски патријарх, горички грофови и аустријски војвода, па и сам цар Карло.

### Прелазак Сплита и Трогрира у Лајошеве руке
Престрављени падом неких својих италијанских градова, Млечани су 11. новембра измолили петомесечно примирје. Кад је оно прошло, у априлу 1357. године се наставио још већи рат, премда су Млечани Лајошу нудили све далматинске градове осим Задра. Краљева је војска тако напредовала у Италији, да су Млечани морали упрети све своје силе. Тако је Далмација остала без довољне обране. Хрватски бан Јанош Ћуз, почео је у пролеће 1357. године опсаду Задра. Бану су помагали хрватски кнезови: Франкопани, Нелипчићи, Угринићи и Хрватинићи. Његових присталица било је и у неким далматинским градовима.
Далматински градови добро су осећали да је Република Св. Марка у тешком положају и, уплашени од угарске силе и успеха, почели су се одметати. Тако је 8. јула планула прва побуна далматинских градова у Сплиту. Тог дана су се у зору скупили се наоружани племићи и грађани у столној цркви Св. Дујма, одакле су провалили у станове млетачких плаћеника, које су без борбе похватали и позатварали у градска утврђења и цркве Св. Матије и Св. Томе. На то су пошли у кнежеву палату, где су принудили Млечанина Ђованија Кверинија, да им изручи градске кључеве и да се одрекне кнежевске части.
Сутрадан је споразумно планула побуна у и недалеком Трогиру, где је такође била отерана слаба градска посада. За то време је млетачки кнез града присуствовао миси, која се служила у фрањевачкој цркви испред градских бедема, а када се враћао у град, градска врата су му била затворена. Зато је отишао у Сплит, не знајући, да се тај град јуче одметнуо. Тамо су га Сплићани, заједно са својим кнезом, ставили на лађу и заједно са њиховим породицама отпремили у Венецију.
Сада су Сплићани на градски зидинама развили заставу краља Лајоша и послали су своје посланике бану Јаношу Ћузу. Хрватски бан ушао је у Сплит, где су му се поклонили племићи и грађани, а он им је заузврат потврдио старе повластице; исто то се касније догодило у и Трогиру. Већ 15. јула млетачки дужд Ђовани Долфин, озлојеђен због губитка Сплита и Трогира, писао је: „племенитим и мудрим мужевима, судијама, већу и општини градова Сплита Трогира”. Дужд им је јављао:
Чули смо на не мало наше незадовољство, да се међу вама породише некакве смутње, за којих сте отпремили наше кнезове и чете.
Даље истиче дужд, како се млетачка република вазда бринула за Сплит и Трогир, не штедећи новаца:
Та вазда смо код вас уздржавали 200 коњаника и много пешака, да вас можемо заштитити од господства угарскога.
Зато је дужд позивао Сплићане и Трогиране, да се врате у пређашње стање, а да им република опростити ову неправду. Дуждево писмо остало је без успеха. Да се освете Сплићанима, Млечани су послали своје бродовље на острво Шолта, који је припадао Сплиту. Савремени сплитски летописац каже, да су Млечани бедне:
Шолтаћане поробили, усјеве им спалили, људе убијали и жене давили, те многа друга зла починили.

### Освајање Далмације
Зулуми млетачке војске додијали су и граду Шибенику, премда су Шибенчани суделовали код пустошења острва Шолта. По примеру Сплита и Трогира, почетком децембра 1357. године планула је побуна у Шибенику, па су грађани и тамо отерали свог кнеза Андрију Ђустинијанија у Венецију. Посебно изасланство пошло је из Шибеника хрватском бану Јаношу Ћузу, који му је јавио, да се град покорава краљу Лајошу. Бан се већ дуже време налазио пред, још у век млетачким, градом Нином, који је био опкољен са свих страна. У табору пред Нином бан је 14. децембра 1357. издао повељу, којом Шибенчанима опрашта „све досадашње неправде, изгреде и увреде”, па им потврђује њихове старе повластице. На крају му је бан потврдио власт над читавим котаром са селима и острвима Сримац и Жирје и млиновима на водопаду реке Крке. После тешке борбе, град Задар, на кога су Млечани највише полагали, пао је 17. децембра 1357. године помоћу издаје опата бенедиктинског манастира. Наиме, овај манастир се налазио тик поред градских бедема, па је опат удесио, да су неки угарски војници ноћу по мердевина ушли преко бедема у манастирски двор, а одатле и у град, па онда отворили градска врата, кроз која је цела угарска војска ушла у Задар. Млетачка посада је успела да утекне у задарску тврђаву, која се још одржала. У међувремену се из Будима у Далмацију запутио сам краљ Лајош. Он се 28. новембра налазио у Загребу, а крајем године је стигао у Далмацију. Сада се предао и град Нин, јер је храброј млетачкој посади понестало хране. Почетком јануара 1358. од Млечана се одметнуло и острво Брач. Пример Брача није хтело следити острво Хвар, зато су Сплит, Омиш и Трогир саставили бродовље, с којим су напали и запалили град Хвар. У Хвару је ипак остао млетачки кнез Николо Корнелио, који се склонио у градску тврђаву.

### Сукоби са Босном
Кад је 1356. године дошло до рата између Млечана и Лајоша око Далмације, бан Твртко није био много активан. О његовом учешћу нема никаквог нарочитог помена, напротив, има несумњивих доказа да је још крајем те или почетком идуће године, из непознатих разлога, дошло до отворених несугласица између њега и Лајоша, које за мало нису прерасле у непријатељство. Известан део босанских великаша одметнуо се од Твртка и прешао Лајошу. Дана 14. марта 1357. године, краљ Лајош је издао повељу Гргуру и Владиславу Хрватинићу, и Гргуру Степанчићу, којом им је обећао да ће им потврдити све поседе и слободе, ако пређу на његову страну. Бан Твртко поступио је на исти начин, он је 1357. године издао повељу Влатку Вукославићу, његовом сину и њиховом рођаку Гргуру Хрватинићу, да их неће прогонити због издаје. То очевидно показује да односи између краља и бана нису били добри.
На босанско-угарској граници дошло је до борби, за које су Угари приписивали иницијативу самом Твртку. Да се погоршају односи знатно је допринео нови босански бискуп, Мађар Петар Сиклоши, који је био потврђен 29. фебруара 1356. године. Одмах сутрадан је дошло писмо папе Иноћентија VI, упућено угарским доминиканцима, на основу једног, раније наводно изгубљеног, писма папе Јована XXII, које је позивало на крсташки рат против Босне и Србије. То писмо је било чист политички акт, стављен на расположење краљу Лајошу за његову намеравану офанзиву према Србији. Босна је у њега ушла узгред, по традицији, у колико Лајошу затреба да се тим позивом послужи против ње за своје интересе.
Бан Твртко је био незадовољан новим бискупом и потакао је Ивана, лектора босанске католичке цркве, да иступи против њега. Бискупу је, међутим, пала у руке преписка између бана и лектора, па он, убрзо, ухватио и затворио Ивана. Заплашен краљевим успесима против Млечана, а видевши и да у земљи има противника и код властеле и код клира, Твртко се, у лето, свако пре 17. јула 1357. године, измирио с Лајошем. По споразуму, Твртко му је морао уступити западни део Хума до Неретве, да би овај заокружио своје нове тековине у Далмацији, док је Твртку и Вуку потврђена управа над областима Соли и Усоре, али под условом да их очисте од пагана и јеретика. Твртко је, дакле уместо награде за своје раније помагање Лајошу на тој страни морао да одвоји још један део свог подручја, наводно као мираз краљеве жене Јелисавете. Из тога излази закључак, да је до разлаза најпре дошло зато што је Твртко за своје услуге тражио неку награду у Далмацији, нерадо гледајући сувише јако учвршћивање Лајоша и на тој страни, дуж целе његове западне границе, кад га је већ као тешког суседа имао и на целој северној страни. Уговор је даље предвиђао, да Босна признаје Лајошеву врховну власт, да помаже Лајошу у ратовима и да на његовом двору, као нека врста талаца, стално живи или бан или његов млађи брат Вук.
Заједно са Хумом, Твртко је Лајошу уступио Завршје; односно признао је прелазак његових господара Хрватинића и Степанчића под његову заштиту.

### Задарски мир
Пошто су претрпели велике губитке у Далмацији и били тучени, поражени и угрожени од надмоћнијег непријатеља у Италији, а знајући да се неће моћи одржати, Млечани су били присиљени да моле за мир. За њих, је још од раније посредовала папска курија, која је чак прекорила Лајоша што је окренуо оружје на хришћанске Млечане, уместо на неверне Србе.
После дугих преговора, мир је склопљен 18. фебруара 1358. године у црквеној сакристији фрањевачког манастира у Задру уз врло тешке одредбе, којима је Млетачка република капитулирала.
Млетачки дужд се за сва времена одрекао титуле „војвода Далмације и Хрватске”. Млетачка република је уступила краљу Лајошу читаву Далмацију „од средине Кварнера све до града Драча” са свим својим градовима, тврђавама, острвима, лукама и правима. Дакле од тада су Лајошу припадали градови: Нин, Задар, Скрадин, Шибеник, Трогир, Сплит и Дубровник, па и острва: Лошињ, Црес, Крк, Раб, Паг, Брач, Хвар и Корчула. Напротив, Лајош се одрекао свих млетачких земаља, градова и тврђава, које је његова војска освојила у Италији и Истри. Лајош је настојао, да стекне подршку новоосвојених далматинских градова. Зато је дозволио свим градовима, да од тада сами себи бирају своје кнезове , конзуле и судије. На крају је већ 10. јануара 1358. године вратио граду Задру сва некадашња права, да би тиме наградио грађане за толике патње, које су претрпели од Млечана.
Дубровчани су се покорили краљу посебним изасланством. Зато је Лајош 27. маја 1358. издао посебну повељу, којом им је потврдио аутономне повластице и све поседе на копну и на острвима, уступивши му, додуше само писменим актом, област од Курила до Стона. Краљ је пристао, да и даље важе уговори, које је Дубровник склопио са суседним областима: Босном, Хумом, Зетом и далматинским градовима, и да могу несметано трговати са Млечанима или Србима чак и када се те државе налазе у спору са Угарском. Ипак Дубровчани су краљеве пријатеље сматрали својим пријатељима, па су краља помагати у његовим ратовима. Напротив краљ је обећао, да ће Дубровчане бранити од њихових непријатеља, посебно од српског цара и босанског бана. Зато је Дубровник од тада краљу плаћао своту од 500 дуката, коју је до тада плаћао српском краљу (2.500 перпера) и босанском бану (500 перпера) у ту сврху, да буде поштеђен од њихових напада и у знак подложности и признавања, да се не би довео у питање угарски суверени положај; уз то да ће се од тада Дубровчани на копну и на својим бродовима увек служити краљевим заставама. Босански бан је, иако га Лајош ту назива својим верним клетвеником, овом повељом био новчано оштећен. Међутим, мала Дубровачка република наставила је и даље да исплаћује своје обавезе према Босни и Србији, покушавајући првих година да их избегне, мудро осетивши, да би у противном случају били тешко погођени њени трговачки интереси. Краљев легат, који је примио од Дубровника заклетву верности био је босански бискуп Петар, наш саветник, како га у свом писму назива Лајош.
Извесни хрватски великаши који су за време тих борби били на страни Млечана осетно су настрадали. Стари Гргур Курјаковић био је ухваћен и као заробљеник одведен у Угарску, где је по свој прилици и умро. Није било тешко предвидети, да Млечани неће отрпети ново стање и да ће тражити прву погодну прилику да поврате изгубљене позиције и поправе свој положај. Тако је угарски успех у Далмацији ускоро постао заметак нових заплета. Млетачка република је од тада водила пријатељску политику према угарским градовима, да би, када куцне прави час, са мање отпора прешли под њену власт.

### Угарска флота
Да би у будућности обезбедио тако често угрожавану Далмацију, краљ Лајош је одлучио да створи своју флоту. За адмирала је именовао Задранина Јакова Цесана, а бродовље су дали далматински градови и сама Угарска. Лајош је новог адмирала, да би истакао његов значај, именовао кнезом три острва: Брача, Хвара и Корчуле. Ово намеравано стварање угарске флоте и пораз у Далмацији изазвали су разумљиву потиштеност у Венецији, пошто је угарски успех доводио у питање млетачку превласт на Јадранском мору.
Од стварања угарске ратне флоте није било ништа; ограничена финансијска средства краља Лајоша нису била довољна за једно тако скупо предузетништво. Међутим, у то време се, несметана од Млечана, с успехом могла развијати трговачка морнарица далматинских градова, који су, искоришћавајући своје везе са Босном и Србијом, нагло почели да појачавају свој трговачки промет. Поред Дубровника, који је добро стојао и раније, а сад још више узео маха, у то време се уздигао и Сплит као главна извозна лука североисточног дела Јадранског приморја. Због захвалности Анжујаца што им је помогао да дођу на власт у Угарској, цео трговачки промет Далмације слио се у њега. За време Лајошеве владавине Сплит долази на чело северних далматинских градова и удруживши се са њима, почео је бродарски промет већих линија. Сплитске лађе су чак пловиле и по Егејском мору, и то не само доносећи робу из своје луке него понекад вршећи и локалну пловидбу на тим странама.

### Нови напад на Србију
Кад је са потпуним успехом завршио рат с Млечанима, краљ Лајош је одлучио, да се обрачуна и са Србијом, свакако обавештен о потешкоћама Душановог наследника Уроша и о бољим изгледима за обнову борбе него 1355. године. Лајош је замишљао напад на Србе у већем стилу: с копна и са мора. Желео је да помоћу далматинске флоте сузбије и Србе са Приморја, као што је учинио и с Млечанима; изнуђено млетачко одрицање од свих поседа од Кварнера до Драча показало је угарске тенденције и према Србима. Како Срби нису имали флоту, а како им Млечани нису смели помагати, чинило се на први поглед да ће њихово сузбијање ићи доста лако. Краљ, међутим, није довољно узимао у обзир чињеницу, да се сва залеђина приморских градова јужно од Дубровника налазила у српским рукама.
Племство северне Србије је пажљиво пратило Лајошеве успехе у Далмацији добро знајући, да ће после Млечана доћи на ред Срби. Због тога, што је признао угарску врховну власт Срби су почели да зазиру од свог старог приморског пријатеља Дубровника. Убрзо су њихови односи не само што су постали хладни него чак и непријатељски.
Када су у јесен 1358. почела угарска непријатељства против Србије кнез Војислав Војиновић, несумњиво најмоћнији феудалац северне Србије, је тражио од Дубровника извесна обавештења о његовом држању, нарочито с обзиром на Стон, који су они утврђивали. Дубровчани су на то забранили трговину с Војиславом, хотећи му на тај начин спречити снабдевање из Приморја, и дали су му толико дрски одговор да је да је скоро значио објаву непријатељстава. Међутим, посредством жупана Санка Милтеновића, сукоб је избегнут, али не задуго.
Лајошу је повод за напад с копна дала борба двојице српских великаша у северној Србији, чија су имена непозната. Кад је један био притешњен од другог, пошто није добио помоћ од цара Уроша, обратио се Лајошу и тако изазвао његово посредовање. Лајош је на тај начин коначно реализовао свој дуго припремани поход против Србије. У мају 1359. велика угарска војска је прешла у Србију и однела победу у једној већој бици код Рудника, над српском војском, у којој је вероватно суделовао и кнез Војислав. После битке Срби су се повукли у планине носећи са собом све што се могло понети, водећи са собом и стоку. У међувремену, Дубровчани су, у својству угарских вазала, упали у Војислављеву област и опљачкали Конавље и Требиње.
Угари су продрли у Србију „осам дана хода” од Дунава и Саве, али вероватно не даље од Рудничких планина или Западне Мораве. Нису се упуштали у тешко проходне српске планине, чак ни кад је краљ Лајош у лето сам краљ Лајош стигао са својим четама. Српски отпор у шумовитим пределима Рудника и Шумадије са много брда и увала, зауставио је Лајошево брзо и смело продирање ка југу. Стога је читав поход завршен са релативно малим успесима: сем што је угрожени српски великаш признао врховну власт Угарске, док је краљ Лајош као једину несумњиву добит имао осигуравање власти над Мачвом. Српска гранична линија несумњиво је остала северно од Рудника.

### Дубровачко-српски сукоби
На те поступке Дубровчана, Војислав није одмах одговорио непријатељством, него је најпре тражио накнаду и предају криваца. Кад су они, уздајући се у угарску победу, то одбили, Војислав их је напао и опљачкао Реку, Рожат и Шумет. Потом је запленивши им један караван и сам лично кренуо на сам град Дубровник. Отворено је претио, да хоће да поврати Стон Србији и да иначе напакости Дубровнику као клетвенику Угарске.
Преплашена Дубровачка република је покушала, да некако смири кнеза, али се у исти мах обраћала на Лајошу за помоћ и заштиту. Дубровчани су њему писали, да је напад дошао по наредби српског цара и да је у вези са последњим ратовањем; они би, према том, били жртва своје верности према угарској круни. Али, Дубровчани су се брзо уверили, да је мало вероватно да ће им Лајош због тог пограничног спора прискочити у помоћ или да би требало врло много преговора да би то учинио. Међутим, дубровачка трговина је осетно страдала, па су се Дубровчани нагодили са кнезом, плативши му 4.000 перпера и коначно склопивши мир, 25. августа исте године.
Склопљени мир није смањио велико неповерење које је постојало између Дубровника и Војислава, па није ни заживео. Јелена, удовица цара Душана, обратила се почетком 1360. године Дубровнику са захтевом, да јој се врате или исплате неке драгоцености, које је републичин човек наводно однео са царевог двора. Када је била одбијена, Јелена се обратила кнезу Војиславу, да он или уреди исплату или казни Дубровчане. Овај се одмах одазвао позиву и упутио је у Дубровник врло оштру поруку. Република је, забринута, одмах, око 10. фебруара, упутила Лајошу једно писмо, у ком се потужила на Војислава, који „као вук насрће хотећи да прождере јањце”, молећи свог заштитника, да им помогне. У исто време, они су употребили своје дипломатско умеће, да се измире са српским двором и кнезом Војиславом, нарочито искористивши свадбу цара Уроша да у Сјеници 29. септембра, да израде широке повластице за своју трговину по читавом подручју Српске царевине, а нарочито у области кнеза Војислава.
Доиста, врло брзо су избили нови сукоби. Крајем новембра 1360. Војислав је тражио одступање Дубровчана са једног дела њихове земље, вероватно Стона или Жрновничке жупе коју су држали дуже време под закупом.
Не добивши повољан одговор, кнез је првој половини јануара 1361. године напао и опустошио Жрновичку жупу. Да ствар буде још гора, цар је поновио мајчин захтев од прошле године и, кад га они поново нису испунили, одобрио је Војислављев борбени став. Кнежева војска је, спаливши све пред собом, продрла све до самог Дубровника. У то време, на страну Дубровника су ступили Балшићи, господари Зете, вероватно из жеље да се докопају Војислављевог Котора.
Средином августа кнез је напустио опсаду Дубровника, опет опљачкавши његово предграђе, не прекидајући непријатељства. Међутим, Дубровчани су ушли у ушли у један сукоб са Млечанима, па су били приморан да са кнезом склопе мир. Пошто су услови за мир били и сувише тешки, а пошто су видели и да им даљи рат доноси све већу штету и да Лајош неће да им пружи стварну војничку помоћ, Дубровчани су се обратили цару Урошу. Под царевим притиском, 22. августа 1362. године је најзад потписана мировна повеља у Оногошту, која је пребила штете и вратила Републику у ранију милост Царства.

### Поход на Босну
Убрзо потом је дошло до нових сукоба између Лајоша и Твртка. Увређени Твртко, покушавајући да ојача свој положај, подржавао је народне елементе, који су били антикатолички и антиугарски. То је дало повода Лајошу да оптужује Босну за јачање јеретизма у њој, па је, у једној својој повељи, наводио како у Босни „небројена множина јеретика” доводи праву веру у опасност, како је постао јак антикатолички покрет, а нарочито прелажење патарена у православље, да их је стога требало искоренити, и да је он лично кренуо да угуши тај покрет. Још 23. априла 1360. године, папа Иноћентије VI је упутио позив босанском бискупу Петру, несумњиво на основу његових извештаја да, у интересу цркве, може подићи војску против јеретика, односно тражити њено посредовање. Ово је документ послужио Лајошу као повод да нападне Босну. Међутим, по једном извору, главни повод краљевог похода било је гушење побуне, која је вероватно избила као протест против сувише јаког притиска угарске врховне власти.
Маја 1363. године, у Дубровник су дошле неке узнемиравајуће вести из Босне, па је Република, 4. јуна, донела закључак да, под претњом казне од 500 перпера, ниједан од њених трговаца не сме лично становати или оставити своје ствари у босанским градовима. Република је предузела те мере, због покретања Лајошеве велике офанзиве против Твртка.
У лето 1363. године кренуле су две угарске војске на Босну. Прва војска, коју је водио сам краљ Лајош лично, упутила се у средиште Босне, долином Врбаса, у жупу Пливу, опседнувши град Соко. Град је опседан прве две недеље јула, али га је успешно одбранио Твртков верни војвода Вукац Хрватинић, коме је Твртко као награду поклонио читаву жупу Пливу са градом. Отпор који је дат краљу сигурно је био веома јак, пошто је Лајош брзо прекинуо даље ратовање. Његов табор се већ 13. јула, на повлачењу, налазио крај Сане; а 19. јула, стигао је у Вировитицу.
Током овог напада, део босанске властеле је сматрао да, уз Лајоша, боље може доћи до неких већих поседа и части, него уз Твртка; или су се препали од напада. Међу првима који су се одметнули од бана и предали Лајошу био је познати и до тада верни кнез Влатко Вукославић. Он је предао Угарима свој град Кључ и пустио краља да несметан нападане Соко. У замену за уступљени Кључ, који је остао у угарским рукама, али у ком се издајнички кнез није смео задржавати, Влатко је добио град Бршћановац у Славонији и неке друге градове.
Другу угарску војску водио је острогонски надбискуп Никола, где се јасно види верски момент похода. Ова војска је пошла касније, да поново окуша срећу и да освети ранији пораз. Она је ишла долином Босне, у Усору, и продрла је до доста утврђеног града Сребреника и ту се зауставила, као и под Соколом. Сребреник се јуначки одржао и под њим је изгинуло много Угара, а нарочито је забележен губитак материјала. Између осталог нестао је чак и краљевски печат, који је надбискуп чувао као Лајошев канцелар. Надбискуп је на крају морао да у септембру подигне опсаду и да се поражен повуче. Лајошев пораз био је потпун, а, да ствар буде још гора, скренуо је пажњу свих суседа на Твртка и дигао му је углед.

## Хрватска и Славонија без херцега
Хрватска је после 36-годишњег ратовања дошла у стање мира. Од тада су банови више били гувернери, него генерали. Лајош није имао поверења у домаће хрватске великаше, Шубиће, Нелипчиће, Франкопане, Курјаковиће и Бабониће, па им није поверавао банску част, већ је искључиво постављао Угаре. По истом начелу Лајош је и за угарске палатине постављао Угаре. У Славонији је на почетку владао бан Леустахије, а у Далмацији Никола Сеч, који је такође био и кнез у Задру и Сплиту. Године 1360. умро је млади херцег Јанош и краљ се, да би средио прилике у Славонији и Хрватској, са супругом Јалисаветом упутио у те области. Краљ је боравио у Загребу, где је делио правду, док је краљица боравила у Задру. Пошто краљ није имао ни сина ни брата ни синовца, Хрватска и Славонија су следећих 9 година остале без херцега.
Славонијом је после Леустахија, од 1362. до 1366. године, управљао загребачки бискуп Стефан Канишки. После њега је краљ за „бана читаве Славоније” именовао искусног Николу Сеча, који је владао до 1368. године. У међувремену, у Далмацији су се смењивали банови: Коња Сељењи (1366—1367), Имре Лацкфи (1368) и Шимун Маурицијев од племена Пок (1369—1370). „Бан читаве Славоније” је, 1368. године, постао краљев миљеник Петар Цудар, који је на том положају остао све до 1380. године.

## Срдачни односи са Пољском
Дана 8. маја 1364. године, пољски краљ Казимир Велики је искључио своје кћерке из наследства круне, истовремено давши предност синовима женских чланова династије, на првом месту Лајошу. Лајош је потом у септембру учествовао на краљевом сабору у Кракову. Срдачни односи две земље посебно су били приметни када је угарски краљ, 24. априла или 1. маја 1367. године, за палатина поставио пољског племића Владислава II Ополског. 25. фебруара 1368. године Лајош је дозволио Пољацима да слободно тргују у Угарској, ослободио их нових трошкова и обавезао се да им неће наплаћивати царине. Исте године Лајош је, заједно са краљем Казимиром, дошао у Калиш. Врхунац срдачности представљао је савез између ове две земље уперен против Бохемије, који је склопљен 1369. године у Будиму.

## Савојски крсташки рат
У то време Турци Османлије, предвођени емиром Муратом, све су више продирали у Европу. Пошто није имало довољно снаге да их сузбије, Византија је покушала да за борбу против Турака заинтересује папу и западне силе. Сам цар Јован V Палеолог је у зиму 1365/1366. кренуо у Угарску да моћног и борбеног Лајоша, измоли за помоћ. Али, све је било узалуд, папа Урбан V писао је Лајошу, 23. јуна, да помогне цару тек кад пристане на црквену унију . Међутим, на западу је гроф Амадео VI Савојски, царев брат од ујака, организовао неку врсту мале крсташке експедиције против Османлија, познате као Савојски крсташки рат.
На повратку су цара, у Видину, заробили Бугари и тек га је спасила Амадеова акција. Амадео је у лето 1366. године стигао у византијске воде и ослободио Галипоље. Потом се окренуо Бугарској и освојивши Созопољ и Месемврију натерао Бугаре да ослободе цара. Тако је, мало потпомогнут од грофа, цар ушао у рат са Турцима, али, при коначној борби, није имао никаквих успеха, а експедиција се, у споразуму са кратковидом политиком Цариграда, окренуло колико против Турака толико и против Бугара, што је само унело мржњу и неповерење међу већ и иначе прилично завађене балканске хришћане.
Цару је нешто помоћи против Бугара пружио и сам краљ Лајош, који је већ 1365. године победио видинског цара Јована Страцимира и покорио Видинску Бугарску. Јован Страцимир је чак са породицом био и заробљен и одведен, у један славонски замак, у Босиљеву. Угари су тада у Бугарској, уз помоћ фрањеваца, предузели покрштавање у римокатоличку веру, па је, по извештају папаских легата из 14. јула 1368. године, преведено више хиљада људи. У том извештају они су сами признавали да им је у томе много помогао Лајошев ауторитет и сарадња. Међутим, око 1370. године, Бугари су, у савезу са влашким кнезом Владиславом, повратили Видин, због чега су Угари вратили Страцимира, да би им помогао у рату против трновског цара Јована Александра. Он је тада враћен на власт као Лајошев вазал. Године 1371. Страцимир је освојио Софију и почео нову љуту борбу са Александровим наследником Јованом Шишманом. Дубровачки историчар Мавро Орбин говори, да је Страцимир био уважен, па је његова кћерка Доротеја, од 1374. године супруга бана Твртка, постала нека врста дворске даме (итал. damigella) краљице Јелисавете.

## Покоравање Босне
После 4. фебруара 1366. године, Твртка је побуном збацио брат Вук, са мајком га протерао из земље и сам уграбио власт. У невољи, Твртко се обратио и заклео на верност Лајошу. Лајош се, мимо очекивања, одазвао, и вратио Твртка у земљу, зато што чврсто веровао да ће Твртка од тада имати чвршће под својом руком, зато што је хтео да очува ауторитет легитимности и зато што Вук, ослањајући се унеколико на некатолички елемент и на Србе из Рашке, није обећавао нарочите користи за Угарску. Краљу је, пре свега, ишло на рачун да се Босанци боре између себе, да ослабљени не представљају никакву опасност за Угарску, па да се, у међусобној подозривости и несигурности, стално, молећи за помоћ, окрећу ка угарском двору. Цела акција је ишла доста брзо и већ 29. марта Твртко је послао писмо млетачком дужду, у ком се потписао: „бан босански по милости Божјој и господара нашега краља Лудовика”.

## Папа и угарска политика према Босни
Због великог отпора показаног према католичким мисионарима, папа Урбан V је 21. јула 1368. године позивао нарочито босанског бискупа да енергично помогне босанским фрањевцима у преобраћању јеретика. Када су ти проповедници, од стране босанског викара, тужени због опакости, папа је, примивши ту тужбу као основану, 13. децембра дозволио да босански викар такве проповеднике може отпустити и заменити их својим људима, Босанцима, који су имали више обзира према ћудима своје земље. Сам папа, иначе, није био пријатељ благих мера према јеретицима, па је, 13. новембра 1369. године, упутио посланицу сплитском и дубровачком надбискупу у којој је тражио да екскомуницирају све католике који примају босанске јеретике, који тргују с њима или имају било каквих послова с њима, а самим јеретицима да силом спрече приступ у њихове дијецезе.
Видевши то, банов брат Вук је покушао да искористи ово расположење папске курије у циљу подривања Твртка, пошто Лајош није могао да помаже бану оцрњеном као противнику вере и папине акције сређивања верских прилика у Босни, ако добије оштре упуте против њега од стране папе. Године 1368. Вук је упутио једно писмо папи, које је нашло добар пријем, у коме је Твртка приказивао као јеретика и шизматика, за кога је говорио да је од Босне направио стециште јеретика. Још је додао да ће ће добити гаранцију да ће верске прилике постати боље само онда кад он добије могућност да, као веран присталица католицизма, управља том земљом. Он је стога молио папу да се заузме за њега код Лајоша, који га је добро познавао са свога двора, и да му помогне да се одржи против брата, који га лишава баштине. Не испитујући много ствар, папа Урбан се 14. децембра 1369. године посебним писмом обратио краљу Лајошу. У њему он је препоручивао краљевој пажњи млађег босанског бана Вука, молећи га да помогне страдалнику; а Твртка да опомене да се врати на пут праве вере и да поврати млађем брату баштину која му је отета. Међутим, Лајош, који је добро познавао развој последње кризе у Босни, занемарио је папино писмо.
Вук је вероватно јавио папи како на Твртковом двору живи кћерка кнеза Гргура Шубића, коју је бан хтео да, без пристанка њених родитеља, уда за једног од синова краља Вукашина. Љут, папа је 8. априла 1370. године упутио писма Лајошу и Јелисавети, позивајући их да спрече тај брак и да никако не дозволе да њихов поданик изгуби душу једне праве католикиње. Истовремено, папа је упутио писмо и бану Твртку, у ком му је изрично забрањено да спроведе у дело тај брак.

## Херцег Карло
Године 1369. Лајош је за славонско-хрватског херцега именовао свог даљег рођака Карла Драчког. Карло је почео вршити херцешку власт тек 6. маја 1371. године, када је издао прву повељу у Загребу, па је Славонијом и Хрватском управљао све до 1376. године. У повељама се називао „херцег краљевине Славоније” или „херцег Далмације и Хрватске”. Редовно је становао у Задру, одакле је сам управљао Далмацијом, где у то време није било посебних банова. На почетку му је у управљању помагао краљ Лајош, који је 1371. године лично боравио у Хрватској.
Касније је Лајош поново ушао у рат са Напуљским краљевством, у циљу, да Карла уместо Јоване постави за краља, у чему је на крају и успео. Месеца маја 1376. године Карло је са својом женом Маргаретом отпловио у Напуљ. Године 1377. бан Далмације је, по трећи пут, постао Никола Сеч, који је владао до 1380. године.

## Долазак на пољски престо
Дана 5. новембра 1370. године, умро је Казимир Велики, чиме се завршио процват Пољске и чиме се угасила династија Пјаст, која је држала пољски престо од настанка пољске државе. Сходно споразуму, Лајош га је наследио на престолу. Нови краљ је, од племића у Пољској, највећу подршку имао од Владислава II Ополског, који је тада био угарски палатин и који га је и прогласио за краља. Недуго потом, Лајош је стигао у Пољску, где су га признале кнежевине: Бидгошч, Вјелатово, Валч и Добжин. 17. новембра Лајош је, готово без присуства племства, крунисан за краља Пољске. Да ће Лајошев долазак на пољски престо отворити пут јачању племства, било је јасно када су само Владислав Ополски и Казимир Добжински, поводом крунисања, добили градове и утврђења: Бидгошч, Боболице, Болеславјец, Бжезно, Валч, Вјелуњ, Вјелатово, Кшепице и Олштин.
Осим унутрашњих, за Пољску су настали и спољашњи проблеми. Наиме, Кестутис, велики војвода Литваније, је, на вест о Казимировој смрти, заједно са Лубартом, војводом Луцка, опсео дрвени дворац у Володимир. На шта се уплашени заповедник дворца Пјертач Турски, иако је имао велики гарнизон и довољно хране да издржи опсаду, предао, после чега је дворац разорен. Лајош се потом, 8. децембра, вратио у Угарску, можда уплашен падом Володимира, поставивши за свог регента у Пољској, мајку Елизабету, која је преузела власт тек 18. јула 1372. године. Краљ је са собом понео и пољске краљевске инсигније: Круну са драгуљима, куглу с крстом, мач „Шербец” и др. Ово је само повећало ионако велику феудалну самовољу у северној краљевини.
У новонасталој ситуацији неки племићи су почели да се отворено одмећу, као што је био случај мазовског војводе Зјемовита III. Он је своје градове: Вишогрод, Плоцк, Визну и Закрочим потпуно отцепио од Пољске, тако да је Мазовија постала независна држава. Чувши за то краљ је позвао племство да покори Мазовију и племство је одговорило да ће то урадити, али није то учинило, већ су појединци и сарађивали са Зјемовитом.
Последица Лајошевог преузимања пољске круне било је померање тежишта угарске политике са Балкана на север. Заузет питањима пољско-угарске уније, а касније и питањима Напуљског краљевства, он је показивао све мање интереса за балканска питања, или их је схватао као питања споредне важности. Одсутност краља Лајоша највише је искористио бан Твртко, који се, на Митровдан 1377. године, у Милешеви, над гробом Светог Саве, крунисао краљевском круном за краља Србије, Босне, Приморја и Западних страна. Међутим, Лајошев суверенитет није довођен у питање и он му је, штавише, признао краљевску титулу.

## Сукоби са Николом Алтомановићем
Кад је Лајош у пролеће 1371. године дошао у Далмацију и држао сабор у Нину, Дубровчани су тамо упутили једно посланство, које је испричало краљу све њихове јаде са шизматичким и неверним жупаном Николом и замолило га да га казни, као пример свима који који нападају угарске поседе. Жупан Никола Алтомановић је био синовац кнеза Војислава и његов наследник и, истовремено, најмоћнији српски феудалац. Међутим, краљева реакција је овога пута изостала.
Тражећи помоћ против опасног Алтомановића, кнез Моравске Србије Лазар Хребељановић је покушао да се приближи Лајошу. Орбин говори, да се Лазар обавезао Лајошу на плаћање 10.000 фунти сребра и да му је обећао верну службу. Уплашен од моћног угарског краља, Никола је почео да тражи савезнике, када му је у сусрет изашла Млетачка република, видевши га као свог помагача против Лајоша. Међутим, Република се, свесна Лајошеве моћи, није смела претерано излагати, па савез није заживео.
Године 1373. Твртко и Лазар су напали Алтомановића. Краљ Лајош, коме је било у интересу слабљење српске централне власти и сузбијање ојачалих локалних господара, одазвао се Лазаровом позиву у помоћ и упутио им мачванског бана Николу Горјанског са 1.000 копљаника. Жупан није могао одолети том заједничком нападу, па је поражен, ухваћен у Ужицу и 1374. године ослепљен. Лајош је Лазару и Твртку помогао из једног разлога, они су били његови вазали, а жупан Никола сувише опасан самостални господар.

## Прве године владавине у Пољској
Дана 4. марта 1372. године, Пољска је, једним уговором Владислава Ополског са царем Карлом, изгубила Шлезију тако што је иста присаједињена Бохемији. У септембру исте године, Владиславу је одузета палатинска част, али му је краљ, 10. септембра у замену за њу, дао на управу Галич.
Што се тиче одметнутог Зјемовита, он је 1373. године абдицирао у корист свог сина Јануша, који је наставио очево ратовање. Убрзо се појавио и нови противник круне, био је то Владислав Бели, један од последњих Пјастова. Једног дана у септембру исте године, њему су се без борбе предали: Гњевково, Иновроцлав, село Ромлика, чак и утврђени дворац Злоторија, који је придобио обећавањем повластица. Сутрадан ујутру, Владислављева војска је из Гњевкова напала и опсела неприступачни дворац Шарлеј, чија је посада, иако спремна за борбу, предала град после једнодневне опсаде.
Кад је за ово сазнао, Сецивој од Шурбина, гувернер Великопољске, је, да би се додворио краљу и тако повећао своју моћ, у споразуму с племством, скупио велику војску, која се убрзо обрушила на Иновроцлав. Град је врло брзо пао, али претендент се спасао у бекству у дворац Дрезденко, под заштиту витеза Улриха фон Остена. Међутим, тешко освојиви замкови Шарлеј и Злоторија су се, због добре снабдевености и величине посаде, одржали. Једина светла тачка са почетка Лајошеве владавине било је отварање рудника олова и сребра у Кракову, 6. јула 1374. године.

## Кошичка привилегија
Дана 17. септембра 1374. године, Лајош је, под условом да ће прихватити његову кћерку за наследника и повратити претходно изгубљене области, племству поделио тзв. Кошичку привилегију ослободивши панове и шљахту свих државних обавеза , сем војне обавезе у самој земљи, мада је и ту обавезна војна служба ограничена, и мале новчане дажбине. Прва дажбина износила је 2 гроша и плаћали су је кметови у знак признавања краља, друга је предвиђала обавезу феудалаца да одржавају замкове на стратешким тачкама, док је било ослобођено одржавања осталих замкова, па је сав финансијски терет одржавања замкова пао на државу. Трећа дажбина се тицала финансирања краљевих похода изван Пољске и износила је 5 до 6 гривна. Претворио је бенефиције пољског племства у наследне поседе и, сем тога, обавезао се да ће на положаје по областима постављати само представнике домаће аристократије.
Кошичка привилегија представља прву привилегију која је дата пољском племству — пановима и шљахти  — као сталежу. До тог времена било је привилегија типа имунитета, које су даване појединим лицима. Стога је доба владавине Лајоша обележено крајњом својевољом шљахте, пљачкама, разбојништвима и другим манифестацијама феудалне анархије, са којом се борио Казимир III.
Кошичка привилегија свела је плаћање дажбина од стране шљахте и панова на просту формалност, и самим тим је знатно смањила сталне краљеве приходе и државне финансије учинила зависнима од панова и шљахте. За одобравање нових дажбина шљахта је почела да сазива локалне скупштине — сејмике, који су убрзо постали локални органи власти шљахте.

## Намесништво краљице-мајке
Дана 13. фебруара 1375. године, захваљујући краљу Лајошу и Владиславу Ополском бискупије: Пшемисл, Володимир и Хелм су стављене под покровитељство надбискупије Халича. Међутим, 3. марта Владислав Ополски је покушао да издејствује премештање надбускупије у Лавов, али без успеха. Недуго после тога је избила побуна пекарских калфи у Кракову, која је трајала свега неколико дана и 25. априла била угушена. У то време падају и нове победе против Владислава Белог и преотимање Дрвеце и Злоторије, међутим, новоосвојени градови су изгубљени већ 16. августа, када, уз помоћ Саксонаца, долази до нове акције овог претендента. Повративши ове градове, он, још истог дана, опседа важни град Раћонж, где га је храбро становништво поразило после добијања појачања. Владислав је после тога опсео Гњевково, које је и поред храбре одбране Герварда из Сломова, у септембру пало због вероломства, када је Гервард заробљен са још 25 бранитеља, после чега су се Остенове саксонске трупе повукле у Дрезденко.
Сутрадан по Остеновом повлачењу, Владислав је оформио своју војску, коју су сачињавали становници Гњевкова и Иновроцлава и околни сељаци. Међутим, убрзо је уследио контранапад краљевих присталица предвођених Јаском Кмитом, гувернером Кракова, и Барточем Везенборшким, гувернером Бреста, који су у бици код Гњевкова нанели толико тежак пораз Владиславу, који се спасио бегом у Њешаву, где је добио четири брода са којима је пребацио своје присталице преко Висле. На преласку реке је, од Јаскове флоте, која га је нападала све до Торуња, изгинула већина његових снага. Упркос тешким поразима, Владислав није одустајао од пљачкања Кујавије. Недуго после војног слома код Гњевкова, он је смело упао у ту област и спалио већи њен део, укључујући и предграђа Иновроцлава, после чега се, са великим пленом, склонио прво у Њешаву, па онда у Злоторију у којој је остао све до Божића. Из Злоторије Владислав је предводио пљачкашке упаде у Кујавију и Великопољску.
Дана 1. јуна 1376. године велика краљева војска предвођена Сецивојем од Шубина, Барточем Везенборшим и Барточем Соколовским, гувернером Кујавије и Великопољске је опсела Злоторију. Овој војсци се на крају придружио и Казимир IV Померанијски довукавши своје опсадне машине, међутим, и Владислав је имао уза себе бројне присталице, па се борба отегла. Упркос нападању од стране Владислављеве флоте на Висли, краљева војска је сутрадан продрла у замак. Борба је трајала читавог дана губици на обе стране су били тешки и било је много рањених. На крају је краљева војска однела одлучујућу победу и, у јулу, освојила Злоторију, када је и сам Казимир био тешко рањен у главу, од чега је и умро 2. јануара 1377. године, када су његови поседи: Бидгошч, Валч и Добжињ, припали круни.
Међутим, мирно стање у земљи, настало после пада Злоторије, прекинуто је врло брзо једним упадом Литванаца. Наиме, војвода Кестутис је, са својим братом Лубартом и Јиржијем Белзким, прешавши реку Сан код Завихоста, упао у Пољску у новембру 1376. године. Сасвим неочекивано, Литванци су, тешко опљачкавши долину Висле, продрли до Тарнова. Не штедећи никога, они су побили половину становништва, спаливши и цркве. Од њих су највише настрадали Лублин, Сандомјеж и цела област Халича, док су Белз и Хелм били освојени.

## Пољска без регента
Дана 7. децембра 1376. године један Угарин је случајно погодио стрелом Јаска Кмиту, који је јахао на коњу, и убио га. Пошто је Јаско био омиљен у народу, у Пољској је против Угара настало велико огорчење, па се јавио и покрет против њих, а у Кракову је, чак, за дан поубијано 160 Угара. Све то је утицало на непопуларну и невољену краљицу-мајку да, јануара 1377. године, абдицира и врати се у Угарску. Њена последња наредба као регента била је да се добро чувају градови, не би ли још Угара било поклано. Поред ње, абдицирао је и нови краковски гувернер Прзедбор.
После мајчине абдикације, мудри краљ Лајош је дојурио у Пољску да би средио прилике и спречио анархију, а пре свега да би повратио изгубљене положаје, према племству и спољном непријатељу. Што се унутрашњег непријатеља тиче, Владислав Бели, 16. или 28. марта, је, нашавши се у без излазној ситуацији, склопио мир с краљем у Бжешћу Кујавском, по ком је предао краљевој војсци дворац Барточ, признавши његову власт, док се Лајош обавезао да ће од њега откупити Гњевковску кнежевину за 10.000 форинти  и дозволити му пролазак до опатије на Мартинвом брду у Угарској. У том циљу, кренула је, у јулу, једна експедиција предвођена Владиславом Ополским, Болеславом III и Конрадом II Олешницким, против Литванаца, истовремено опседнувши Краков, Белз, Сандомјеж, Сјерадз и Хелм. Први је, 16. јула или 9. септембра, пао Белз, чији је заповедник Јиржи Наримунтович, предавши тај град и Хелм, добио 100 гривна, рудник соли у Бохњи и замак у Лубачову. Цела експедиција завршила се у септембру. Међутим, краљевски домен овим није добио много, јер је племство добило управу над Хелмом, Хродлом, Грабовцем и Севоложом.
У јануару или фебруару 1378. године, Пољска је коначно добила регента, Владислава Ополског. Међутим, 28. марта, великопољски племићи су на конгресу у Гњезну одбили да га признају, сматравши да се тим крши Кошичка привилегија. Резултат свега овога било је Владислављево смењивање у септембру исте године. Недуго потом, Владислав се одрекао и управе над Халичом, у чему су га заменили локални управници. У замену за Халич, он је 11. децембра, од краља, добио на управу градове: Бидгошч, Гњевково, Добжињ и Иновроцлав. У међувремену, краљ је, у циљу ширења вере, у Халичу основао нову бискупију у Камјањецу-Подиљском.
У циљу решавања проблема наследства, Лајош је, 1379. године, сазвао државни сабор у Кошицу, где му је племство признало кћерку Марију за престолонаследницу. Потом је 12. фебруара 1380. сазвао конгрес у Зволену, где је другу кћерку Јадвигу верио са Вилхелмом Хабзбуршким, сином аустријског војводе Леополда III Хабзбуршког. Те године, Лајош је остао у Пољској у циљу реформисања неких закона, који су објављени у Лавову, септембра исте године.

## Трећи рат са Млечанима
Пролећа 1378. године Лајош је, као савезник Ђеновске републике, ушао у нови сукоб са Млечанима, који су дуго представљали главне конкуренте далматинским градовима. Лајош је покушао да нападне Млечане на исти начин као и двадесетак година раније, у самој Италији. Међутим, овакав развој догађаја спречила је млетачка флота од 36 галија, која се, под вођством Виторија Писанија, запутила у Далмацију. Флота је прво напала Котор , освојила целу његову област и спалила га 14. августа 1378. године, опљачкавши и цркве. Пад Котора искористили су Дубровчани да што више компромитују на Лајошевом двору. Кад је Дубровник почео да гони которске лађе и људе и да спречава сваки његов промет и трговину града, он се обратио за помоћ краљу Твртку. Босански краљ је, иако савезник Дубровчана , покушао да посредује. Када то није успело, он се отворено ставио на страну Которана, који су му, као цену помоћи, понудили свој град, па су Дубровчани коначно одлучили да, 26. јуна 1379. године понуде Котору мир, пошто се вратио у верност нашег господина краља угарскога.
У међувремену, Млечани су ударили на Задар, али јако утврђени град се успео одупрети. Ускоро је Лајошу, у помоћ против млетачке флоте, првенствено у циљу одбране Сплита, Трогира, Брача, Хвара и Корчуле, стигао ђеновљански адмирал Лучано Дорија са 17 ратних лађа. Ђеновљани су се укотвили у Трогиру, где су му се придружиле галије далматинских градова и копнена војска бана Николе Сеча. Дознавши за ове војне припреме, лукави Писани је, 24. октобра 1378. године, напустивши опсаду Задра, дошао пред Шибеник, који је имао најслабију одбрану од свих далматинских градова. Млетачки провидур Лодовико Лоредано се тада обратио Шибеничанима с речима:
Вама долази Писани, који у једној руци држи гранчицу мира, а у другој силу. Прихватите ли прво, сигуран Вам је иметак и живот; одлучите ли се за друго, биће Вам, као што је било Которанима.
Шибеничани су се ипак одлучили за отпор. Међутим, град је брзо освојен и Писани је, заиста, опљачкао и спалио град. Адмирал се потом вратио под Задар и наставио блокаду града. Задрани су улаз у луку затворили ланцем, што им је доста помогло да одоле млетачком бродовљу. Не губивши време, Писани је 7. новембра послао провидура Лоредана са 10 галија на север. Први на удару ове Лореданове флоте је био град Раб. Побојавајући се да не прођу као Котор или Шибеник, Рабљани су 9. новембра сазвали градско веће, на ком је 81/85 посланика било за предају. На то су Лоредану предати градски кључеви. Провидур је тада са Рабљанима склопио један уговор, по коме им је било дозвољено да и даље живе по старим својим обичајима и законима, али с тим да им Млечани именују градског кнеза, који ће добијати инструкције из Венеције, а плату од града. Охрабрен досадашњим успесима, Писани је одлучио, да удари на ђеновљанско бродовље. С тим циљем, он је 16. новембра допловио до Трогира и сутрадан напао градску тврђаву у којој се налазио Лучано Дорија. Али, Трогирани и Ђеновљани су одбили све млетачке нападе, побивши 600 и ранивши 700 Млечана. Изгубивши много људи, Писани је кренуо у повлачење, али га је 7. маја 1379. године, код Пуле, пресрео Лучано са 23 галије. Иако је Лучано у овој бици нашао смрт, флота је предвођена његовим замеником Амброзијем Доријом успела да однесе сјајну победу, потопивши 15 лађа, побивши 2.400 људи и отевши им сав ратни плен. По повратку у Венецију, Писани је бачен у тамницу због неуспеха, а сама Република је крајем месеца упутила посланство Лајошу са молбом за мир. Главни резултат ове победе, ипак, није била коначна угарска победа у рату, већ само которска предаја угарском краљу. Твртко није ништа могао предузети, да не би дошао у отворени сукоб са Лајошем, али је, ипак, ставио до знања Дубровчанима да им неће дозволити да поседну тај град.
Претрпевши још неколико пораза, Млечани су били приморани да врате Писанија на чело флоте. Писани је, овог пута, имао успеха и 24. априла 1380. године је у Кјођи заробио 17 ђеновских лађа са великом војском. После тога, адмирал је напао Задар, али, пошто није успео да преотме град, почео је пустошити угарску обалу, заробивши неколико бродова. Када је Писани умро, 13. августа 1380. године, његову акцију је наставио нови адмирал Лодовико Лоредано. 29. августа Лоредано је спалио град Сењ и Башку на Крку, што је приморало Лајоша да затражи преговоре. Миром у Торину, 8. августа 1381. године, Лајош је вратио Млетачкој републици све градове које је освојио у самој Италији, док се Република одрекла Котора, Раба и других градова на источној обали Јадранског мора. Уз то Република се обвезала и, да ће краљу надокнадити сав ратни трошак од 100.000 дуката са каматом. Међутим, дуго се није приступило извршавању одредби споразума.

## Последње године
Већ дуго повучена из јавног живота, остарела краљица-мајка је умрла 29. децембра 1380. године. Недуго по њеној смрти, краљ је, најзад, за новог намесника у Пољској поставио Болеслава Ополског, војводу Стшелца. Међутим, 19. или 21. марта 1381. године је на сабору у Будиму, због незадовољства овим краљевим избором, формирано намесништво сачињено од: краковског бискупа Завише Курозвенцког, краковског гувернера Добјеслава Курозвенцког и калишког гувернера Сецевоја Шубина. Аристократија је опет однела победу и Лајош је чак морао да прошири Кошичку привилегију и на свештенике, 30. новембра исте године.
У међувремену, 1380. године, нови „бан Хрватске и Далмације” постао је Имре Бубек, али следеће године је промењен, а управитељ Славоније, Петар Цудар, постављен за војводу Халича. У Славонији су завладали синови Николе Банфија: Стефан и Јанош, који су се потписивали као „банови читаве Славоније”, односно „банови краљевине Славоније”.
Дана 12. јануара 1382. године, умро је краковски бискуп, а 5. априла и надбискуп Гњезна, Јануш Сухљивилк, па је црква у Пољској остала без два најбитнија поглавара. Колегијум је одмах приступио избору новог надбискупа и 16. априла, избор је пао на извесног Доброгоста, кога Лајош не признаје. По избору, Доброгост се упутио ка Риму, да би био потврђен, али је, по Лајошевом налогу, заробљен у Тревизу. 9. јуна, папа Урбан VI, иначе Лајошев савезник, поставио је за надбискупа Лајошевог кандидата Бодзету из Кусовица. Доброгост је касније успео да побегне и да се врати у Пољску, али никада није добио надбискупски положај. Изванредна манипулаторска вештина краља Лајоша у овом спору је посебно дошла до изражаја.
У међувремену, у северној краљевини аристократија је јачала искључиво краљевом иницијативом; 17. априла, он је Владиславу Ополском, поред свих поседа, поклонио још и Радомско. Али, племство је и даље било слабије од краља, то се посебно показало 25. јула исте године на конгресу у Зволењу, где је Лајош присилио племство да за наследника призна вереника своје кћерке Марије, Жигмунда Луксембуршког, маркгрофа Бранденбурга. Једини који није хтео признати Жигмунда, био је Бартош од Одоланова, окорели непријатељ Анжујаца. Краљ је зато против њега послао управо младог маркгрофа, који је у походу имао успеха, успевши да му преотме: Козмин Вјелкополски, Кожмињец и Набишице, а 8. септембра да опседне Одоланов. Нашавши се у тешкој ситуацији, 11. септембра, Бартош је попустио.

## Привреда Лајошеве Угарске
Лајош се није ослањао само на племство већ и на градове који су напредовали. Његова владавина представља доба брзог успона градова и процвата угарског занатства, нарочито рударства. Уздигли су се градови као Пешта, Будим, Пожун, Кошице, Кронштат и други. У градовима су организовани еснафи по угледу на западноевропске и Угарска је заузела крупно место у транзитној трговини између Западне Европе и Истока.

### Село и кметови
Најтрајнија заоставштина владавине Лајоша и његовог оца Карла Роберта представља привредни развој. Отац и син су успоставили унутрашњи ред који је потрајао деценијама, што је погодовало пољопривреди и доприносило развоју живота у градовима. У то време формирана је читава мрежа села. Кметови су наставили да крче шуме и претварају их у оранице, а на дрвени плуг се почело стављати скупо и тешко гвоздено рало, за чију се вучу упрезало по 6 до 8 волова. Плуг је орао дубље, а земља је рађала троструко до четвороструко у односу на засејано семе. Начин обраде којим се ораница у селу делила на три дела - тропољни плодоред - управо је напредак актуелан и за следеће векове. Код тропољног система, дефинитивно су раздвојени пашњак, ливада и ораница. Ораница се користила у три смене, једне године су се сејали пшеница и раж, друге јечам и зоб, а треће године се остављала незасејана. Сеоска имања, а с њиме и привређивање, постајало је разноврсније и тиме што су се ширили воћњаци. На периферији села и градова простирала су се купусишта, а на широј територији су се, ради производње вина, садили многи виногради.
Кмет није производио производио само за себе већ је све више производа носио на пијацу. Од села до пазарног места водио је „вашарски пут”. У градовима су се развиле веома прометне пољопривредне пијаце. Постоје подаци да су на пијаци у Естергому између 1330. и 1370. године продавани: стока, житарице, кудеља, лан, угаљ и вино, а у Будим су житарице и вино допремани Дунавом чак из Пожуна. Са новцем добијеним на пијаци, сељаци су плаћали новчане дажбине и куповали занатске производе, тако су доприносили друштвеној подели рада, што је подстицало развој градова.
„Пазарна места” су великим делом били мали градови, који су представљали својину феудалаца, али је њихов положај био повољнији од положаја кметовских села. Варошице су уживале већу слободу у погледу унутрашње самоуправе, , уживале су и многе предности у привредном смислу, а и пошто су имале занатлијски сталеж и сопствену пијацу, биле су јаче и многољудније од села. Ипак, као једну од највећих привилегија једног њиховог дела сматрало се то што су оне свој порез властелину могле да плаћају у једнократном износу. Суму везану за дужи рок лакше су плаћали поварошени сељаци, а пошто они нису опорезивани индивидуално и њихова зависност од властелина била је све слабија.

### Градови
Слободни краљевски градови су били потпуно независни од властеле и живели су потпуно самосталним унутрашњим животом, уживајући многе самоуправне и економске привилегије. Надзор над њима вршио је краљ, а друштвена подела рада још није била потпуна, јер је нпр. виноградарство представљало значајан извор прихода за већи део градова. Ипак, спољни и унутрашњи живот града много је одударао од живота свих других тадашњих насеља.
Градови су били опасани бедемима, тако да се у њих само могло могло ући кроз утврђене градске капије. Унутар градских зидина грађене су камене куће и палате. Уске, кривудаве уличице обично су називане према занатима, јер су се занатлије истих струка насељавале у једној улици или градској четврти.
Градови су имали по неколико хиљада становника; Будим је једини имао 8 до 10 хиљада житеља, а остали градови највише око 4 до 5 хиљада. Најугледнији грађани су били богати трговци, тзв. патрицији, из чијих су редова обично постављани градоначелник и већина чланова градске управе. Куће су им се налазиле на пијачном тргу, главном тргу средњовековних градова, у суседству цркве, и по својој спољашњости су се разликовале од других кућа. После њих су по рангу следиле занатлије, мајстори појединих заната, који су учествовали и у управљању градом. Кметови који су придолазили у град и обављали надничарске послове били су винцилири, водоноше и шегрти, били су потпуно обесправљени. Друштво у граду је употпуњавао велики број свештеника и калуђера, просјака и скитница, неколицина световних интелектуалаца, лекара, апотекара и уметника.

### Трговина и занатство
Занатлије су таком Лајошеве владавине почеле формирати еснафе. У то доба пада и први помен цехова у Угарској, у декрету саксонских градова у Ердељу, који је потписао лично краљ Лајош 1376. године. Еснафи су били организовани по градовима и струкама, нпр. будимски кујунџијски цех и кошички крзнарски цех. На челу цехова је стајао цех-мајстор, док су чланови били мајстори. Чланови цехова су годинама тешко шегртовали и доста путовали са циљем да једног дана и сами постану мајстори.
Еснафи су одређивали и контролисали квалитет и цену својих производа, количину сировина и штитили своје чланство од конкуренције мајстора који су били ван еснафа, тзв. надримајстора. Утврђени статут еснафа и његова строга правила живота учинили су еснафе затвореном организацијом: његови чланови су се заједно кретали у процесијама, за време опсаде бранили су заједничку кулу или део градских зидина. Цеховски мајстори су продавали робу у својим радњама, а на околне сајмове су је возили колима, у великим ковчезима окованим гвозденим оковима.
Док су тек рођени еснафи обављали унутрашњу трговину, спољну трговину су у потпуности обављали богати трговци. Из Угарске су првенствено извожене сировине, жива стока и вино, из приграничних крајева житарице, а највише злато и сребро. Насупрот томе, углавном су увожени занатски артикли и луксузна роба – свила и зачини из земаља Далеког истока, сукно из Фландрије, оружје и гвоздени предмети из земаља Светог римског царства.

## Оживљавање културе и уметности
Привредни развој Лајошеве владавине утицао је и на оживљавање културе и уметности. Краљевски двор је постао средиште витешке  културе и носилац изградње моћне витешке тврђаве са четири куле у Диошђеру. На пијачним трговима градова подизане су готске катедрале и градске куће са високим торњевима на потпорним стубовима, са витражима . Њихови најлепши примерци очувани су у Будиму, Кошицама, Пожуну и Шопрону. Током Лајошеве владавине, педесетих или шездесетих година XIV века, настала је и Мађарска илустрована хроника (мађ. Képes Krónika), као и Јокаијев кодекс (мађ. Jókai kódex), прва књига на мађарском језику. Међутим, највеће културно дело Лајошеве владавине јесте оснивање првог угарског универзитета у Печују, 1367. године, који, ипак, није заживео.

## Брак и деца
Лајош се 1345. године оженио Маргаретом, кћерком чешког принца Карла, који је касније 1346. године постао краљ Чешке и цар Светог римског царства. Међутим, Маргарета је умрла већ 7. септембра 1349. године, без потомства, што је нагонило Лајоша да се ожени по други пут. Његова друга жена била је Јелисавета Котроманић, кћерка бана Стефана, са којом се оженио 20. јуна 1353. године. Венчање је свечано обављено у Будиму, а не у Бобовцу, главном граду Бановине Босне. Папа је одобрио овај брак 31. августа исте године, иако су краљ и краљица били у блиском сродству.
Са Јелисаветом је имао четири кћерке:
- Марију (1365—1366) [ф];
- Катарину (1370—1378);
- Марију (1371—1395), будућу краљицу Угарске;
- Јадвигу (18. фебруар 1374—1399), будућу краљицу Пољске.

## Смрт и наследство
Краљ Лајош је умро 11. септембра 1382. године у Трнави у 56. години, по савременим угарским хроничарима, од лепре. Сахрањен је 16. септембра у катедрали у Секешфехервару. Његовом смрћу угасила се мушка грана угарске династије Анжу и распала се угарско-пољска персонална унија. Наследник Пољске и Угарске требало је да буде Лајошева најстарија кћерка Марија, од 1374. године верена са Жигмундом Луксембуршким. Малолетна Марија је 17. септембра била крунисана за „краља”  Угарске, док је стварну власт имала Лајошева удовица и њен миљеник Никола Горјански, мачвански бан, од 1375. године и палатин. Међутим, Пољаци Марију нису хтели за краљицу, нешто због незадовољства угарским режимом, а највише због њеног вереника Жигмунда, кога су сматрали непријатељем. Зато су му, 25. септембра, на конгресу целе Пољске, у Радомску, поставили врло тешке услове, између осталог да стално мора живети у Пољској. Нови конгрес целе Пољске у Вислици је, 6. децембра, донео још оштрију одлуку, да се Жигмунду не дозволи ни улазак у Краков.
Спречивши га да преузме власт, Пољаци су затражили од регенткиње Јелисавете, да им пошаље своју млађу кћерку Јадвигу за краљицу. Пољска тражења су на почетку била одбијена, што је у земљи изазвало рат између феудалаца, који су тежили да сами седну на пољски престо. Најзад, 1384. године, Јелисавета је попустила и послала Јадвигу у Пољску, где је она 15. октобра и крунисана. У међувремену, у Угарској је настала тешка криза и године крвавих краљевских драма. Ојачало угарско племство, предвођено браћом Хорватима: Павлом, загребачким бискупом, и Иванишем, мачванским баном, и њиховим ујаком Иваном Палижном, вранским приором, побунило се против власти жена и позвало за новог владара Карла Драчког, најближег мушког рођака краља Лајоша. Карло Драчки је имао мноштво присталица и у Угарској је избио прави грађански рат, који се завршио тек 1387. године доласком Жигмунда Луксембуршког на власт.

## Галерија
- Миленијумска статуа Лајоша Великог на Тргу хероја у Будимпешти.
- Портрет Лајоша I Угарског, уљана слика Марчела Бачарелија настала око 1770. године.
- Детаљ са слике Пренос моштију Светог Павла Тивејског из Венеције у Будим 1381. године из радионице Томаза Долабеле рађена по наруџбини Томаша Замојског око 1630. године, на којој је приказан Лајош у пољској ношњи из 17. века.
- Лајош Анжујски са својом супругом Јелисаветом и кћерком, дрворез Јана Матејка из 1871. године.
- Једна од сцена из грађанских ратова после Лајошеве смрти, Лајошева супруга Јелисавета и кћерка Марија плачу поред његовог гроба, док се у позадини Карло Драчки крунише за краља Угарске.
- Јадвига Пољска, рад Јана Матејка из 1892. године.
- Цар Сигисмунд, слика Албрехта Дирера из 1512. године. Сигисмунд (Жигмунд) Луксембушки био је Лајошев зет, краљ Угарске и Бохемије и цар Светог римског царства и најмоћнији владар Европе почетком 15. века.

### Грбови
- Први грб краља Лајоша који се користио до 1357. године.
- Грб Лајоша Великог од 1364. године.
- Грб Лајоша као краља Пољске и Угарске.
- Велики грб краља Лајоша са челенком.

## Породично стабло
| \| \| \| \| \| \| \| \| \| \| \| \| \| \| 16. Карло I Анжујски \| \| \| \| \| \| \| \| \| \| \| \| \| \| \| \| \| \| \| \| \| \| \| \| \| \| \| \| \| \| \| \| \| \| \| \| \| \| \| \| \| \| \| \| \| \| \| \| \| \| \| \| \| \| \| \| \| \| \| \| 8. Карло II Напуљски \| \| \| \| \| \| \| \| \| \| \| \| \| \| \| \| \| \| \| \| \| \| \| \| \| \| \| \| \| \| \| \| \| \| \| \| \| \| \| \| \| \| \| \| \| \| \| \| \| \| \| \| \| \| \| \| \| \| \| \| \| \| \| \| \| \| \| \| \| \| \| \| 17. Беатрис од Провансе \| \| \| \| \| \| \| \| \| \| \| \| \| \| \| \| \| \| \| \| \| \| \| \| \| \| \| \| \| \| \| \| \| \| \| \| \| \| \| \| \| \| \| \| \| \| \| \| \| \| \| \| \| \| \| \| \| \| \| \| \| \| \| \| \| \| \| \| \| \| \| \| 4. Карло Мартел Анжујски \| \| \| \| \| \| \| \| \| \| \| \| \| \| \| \| \| \| \| \| \| \| \| \| \| \| \| \| \| \| \| \| \| \| \| \| \| \| \| \| \| \| \| \| \| \| \| \| \| \| \| \| \| \| \| \| \| \| \| \| \| \| \| \| \| \| \| \| \| \| \| \| 18. Стефан V Угарски \| \| \| \| \| \| \| \| \| \| \| \| \| \| \| \| \| \| \| \| \| \| \| \| \| \| \| \| \| \| \| \| \| \| \| \| \| \| \| \| \| \| \| \| \| \| \| \| \| \| \| \| \| \| \| \| \| \| \| \| \| \| \| \| \| \| \| \| \| \| \| \| 9. Марија Угарска \| \| \| \| \| \| \| \| \| \| \| \| \| \| \| \| \| \| \| \| \| \| \| \| \| \| \| \| \| \| \| \| \| \| \| \| \| \| \| \| \| \| \| \| \| \| \| \| \| \| \| \| \| \| \| \| \| \| \| \| \| \| \| \| \| \| \| \| \| \| \| \| 19. Јелисавета Куманка \| \| \| \| \| \| \| \| \| \| \| \| \| \| \| \| \| \| \| \| \| \| \| \| \| \| \| \| \| \| \| \| \| \| \| \| \| \| \| \| \| \| \| \| \| \| \| \| \| \| \| \| \| \| \| \| \| \| \| \| \| \| \| \| \| \| \| \| \| \| \| \| 2. Карло Роберт \| \| \| \| \| \| \| \| \| \| \| \| \| \| \| \| \| \| \| \| \| \| \| \| \| \| \| \| \| \| \| \| \| \| \| \| \| \| \| \| \| \| \| \| \| \| \| \| \| \| \| \| \| \| \| \| \| \| \| \| \| \| \| \| \| \| \| \| \| \| \| \| 20. Алберт IV, гроф Хабзбурга \| \| \| \| \| \| \| \| \| \| \| \| \| \| \| \| \| \| \| \| \| \| \| \| \| \| \| \| \| \| \| \| \| \| \| \| \| \| \| \| \| \| \| \| \| \| \| \| \| \| \| \| \| \| \| \| \| \| \| \| \| \| \| \| \| \| \| \| \| \| \| \| 10. Рудолф I Хабзбуршки \| \| \| \| \| \| \| \| \| \| \| \| \| \| \| \| \| \| \| \| \| \| \| \| \| \| \| \| \| \| \| \| \| \| \| \| \| \| \| \| \| \| \| \| \| \| \| \| \| \| \| \| \| \| \| \| \| \| \| \| \| \| \| \| \| \| \| \| \| \| \| \| 21. Каилвига од Кибурга \| \| \| \| \| \| \| \| \| \| \| \| \| \| \| \| \| \| \| \| \| \| \| \| \| \| \| \| \| \| \| \| \| \| \| \| \| \| \| \| \| \| \| \| \| \| \| \| \| \| \| \| \| \| \| \| \| \| \| \| \| \| \| \| \| \| \| \| \| \| \| \| 5. Клеменсија Хабзбуршка \| \| \| \| \| \| \| \| \| \| \| \| \| \| \| \| \| \| \| \| \| \| \| \| \| \| \| \| \| \| \| \| \| \| \| \| \| \| \| \| \| \| \| \| \| \| \| \| \| \| \| \| \| \| \| \| \| \| \| \| \| \| \| \| \| \| \| \| \| \| \| \| 22. Бурхард V од Хоенбурга \| \| \| \| \| \| \| \| \| \| \| \| \| \| \| \| \| \| \| \| \| \| \| \| \| \| \| \| \| \| \| \| \| \| \| \| \| \| \| \| \| \| \| \| \| \| \| \| \| \| \| \| \| \| \| \| \| \| \| \| \| \| \| \| \| \| \| \| \| \| \| \| 11. Гертруда од Хоенбурга \| \| \| \| \| \| \| \| \| \| \| \| \| \| \| \| \| \| \| \| \| \| \| \| \| \| \| \| \| \| \| \| \| \| \| \| \| \| \| \| \| \| \| \| \| \| \| \| \| \| \| \| \| \| \| \| \| \| \| \| \| \| \| \| \| \| \| \| \| \| \| \| 23. Матилда од Тибингена \| \| \| \| \| \| \| \| \| \| \| \| \| \| \| \| \| \| \| \| \| \| \| \| \| \| \| \| \| \| \| \| \| \| \| \| \| \| \| \| \| \| \| \| \| \| \| \| \| \| \| \| \| \| \| \| \| \| \| \| \| \| \| \| \| \| \| \| \| \| \| \| 1. Лајош I Анжујски \| \| \| \| \| \| \| \| \| \| \| \| \| \| \| \| \| \| \| \| \| \| \| \| \| \| \| \| \| \| \| \| \| \| \| \| \| \| \| \| \| \| \| \| \| \| \| \| \| \| \| \| \| \| \| \| \| \| \| \| \| \| \| \| \| \| \| \| \| \| \| \| 24. Конрад Пјаст \| \| \| \| \| \| \| \| \| \| \| \| \| \| \| \| \| \| \| \| \| \| \| \| \| \| \| \| \| \| \| \| \| \| \| \| \| \| \| \| \| \| \| \| \| \| \| \| \| \| \| \| \| \| \| \| \| \| \| \| \| \| \| \| \| \| \| \| \| \| \| \| 12. Казимир I Кујавски \| \| \| \| \| \| \| \| \| \| \| \| \| \| \| \| \| \| \| \| \| \| \| \| \| \| \| \| \| \| \| \| \| \| \| \| \| \| \| \| \| \| \| \| \| \| \| \| \| \| \| \| \| \| \| \| \| \| \| \| \| \| \| \| \| \| \| \| \| \| \| \| 25. Агафија \| \| \| \| \| \| \| \| \| \| \| \| \| \| \| \| \| \| \| \| \| \| \| \| \| \| \| \| \| \| \| \| \| \| \| \| \| \| \| \| \| \| \| \| \| \| \| \| \| \| \| \| \| \| \| \| \| \| \| \| \| \| \| \| \| \| \| \| \| \| \| \| 6. Владислав I Кратки \| \| \| \| \| \| \| \| \| \| \| \| \| \| \| \| \| \| \| \| \| \| \| \| \| \| \| \| \| \| \| \| \| \| \| \| \| \| \| \| \| \| \| \| \| \| \| \| \| \| \| \| \| \| \| \| \| \| \| \| \| \| \| \| \| \| \| \| \| \| \| \| 26. Казимир I Ополски \| \| \| \| \| \| \| \| \| \| \| \| \| \| \| \| \| \| \| \| \| \| \| \| \| \| \| \| \| \| \| \| \| \| \| \| \| \| \| \| \| \| \| \| \| \| \| \| \| \| \| \| \| \| \| \| \| \| \| \| \| \| \| \| \| \| \| \| \| \| \| \| 13. Ефросинија од Ополе \| \| \| \| \| \| \| \| \| \| \| \| \| \| \| \| \| \| \| \| \| \| \| \| \| \| \| \| \| \| \| \| \| \| \| \| \| \| \| \| \| \| \| \| \| \| \| \| \| \| \| \| \| \| \| \| \| \| \| \| \| \| \| \| \| \| \| \| \| \| \| \| 27. Виола Ополска \| \| \| \| \| \| \| \| \| \| \| \| \| \| \| \| \| \| \| \| \| \| \| \| \| \| \| \| \| \| \| \| \| \| \| \| \| \| \| \| \| \| \| \| \| \| \| \| \| \| \| \| \| \| \| \| \| \| \| \| \| \| \| \| \| \| \| \| \| \| \| \| 3. Елизабета Пољска \| \| \| \| \| \| \| \| \| \| \| \| \| \| \| \| \| \| \| \| \| \| \| \| \| \| \| \| \| \| \| \| \| \| \| \| \| \| \| \| \| \| \| \| \| \| \| \| \| \| \| \| \| \| \| \| \| \| \| \| \| \| \| \| \| \| \| \| \| \| \| \| 28. Владислав Одонич од Великопољске \| \| \| \| \| \| \| \| \| \| \| \| \| \| \| \| \| \| \| \| \| \| \| \| \| \| \| \| \| \| \| \| \| \| \| \| \| \| \| \| \| \| \| \| \| \| \| \| \| \| \| \| \| \| \| \| \| \| \| \| \| \| \| \| \| \| \| \| \| \| \| \| 14. Болеслав од Великопољске \| \| \| \| \| \| \| \| \| \| \| \| \| \| \| \| \| \| \| \| \| \| \| \| \| \| \| \| \| \| \| \| \| \| \| \| \| \| \| \| \| \| \| \| \| \| \| \| \| \| \| \| \| \| \| \| \| \| \| \| \| \| \| \| \| \| \| \| \| \| \| \| 29. Јадвига од Помераније \| \| \| \| \| \| \| \| \| \| \| \| \| \| \| \| \| \| \| \| \| \| \| \| \| \| \| \| \| \| \| \| \| \| \| \| \| \| \| \| \| \| \| \| \| \| \| \| \| \| \| \| \| \| \| \| \| \| \| \| \| \| \| \| \| \| \| \| \| \| \| \| 7. Јадвига од Калиша \| \| \| \| \| \| \| \| \| \| \| \| \| \| \| \| \| \| \| \| \| \| \| \| \| \| \| \| \| \| \| \| \| \| \| \| \| \| \| \| \| \| \| \| \| \| \| \| \| \| \| \| \| \| \| \| \| \| \| \| \| \| \| \| \| \| \| \| \| \| \| \| 30. Бела IV \| \| \| \| \| \| \| \| \| \| \| \| \| \| \| \| \| \| \| \| \| \| \| \| \| \| \| \| \| \| \| \| \| \| \| \| \| \| \| \| \| \| \| \| \| \| \| \| \| \| \| \| \| \| \| \| \| \| \| \| \| \| \| \| \| \| \| \| \| \| \| \| 15. Јоланда од Угарске \| \| \| \| \| \| \| \| \| \| \| \| \| \| \| \| \| \| \| \| \| \| \| \| \| \| \| \| \| \| \| \| \| \| \| \| \| \| \| \| \| \| \| \| \| \| \| \| \| \| \| \| \| \| \| \| \| \| \| \| \| \| \| \| \| \| \| \| \| \| \| \| 31. Марија Ласкарис \| \| \| \| \| \| \| \| \| \| \| \| \| \| \| \| \| \| \| \| \| \| \| \| \| \| \| \| \| \| \| \| \| \| \| \| \| \| \| \| \| \| \| \| \| \| \| \| \| \| \| \| |                                      |  |  |  |  |  |  |  |  |  |  |  |                      |  |  |  |
| |                                      |  |  |  |  |  |  |  |  |  |  |  | 16. Карло I Анжујски |  |  |  |
| |                                      |  |  |  |  |  |  |  |  |  |  |  |                      |  |  |  |
| |                                      |  |  |  |  |  |  |  |  |  |  |  |                      |  |  |  |
| |                                      |  |  |  |  |  |  |  |  |  |  |  |                      |  |  |  |
| | 8. Карло II Напуљски                 |  |  |  |  |  |  |  |  |  |  |  |                      |  |  |  |
| |                                      |  |  |  |  |  |  |  |  |  |  |  |                      |  |  |  |
| |                                      |  |  |  |  |  |  |  |  |  |  |  |                      |  |  |  |
| |                                      |  |  |  |  |  |  |  |  |  |  |  |                      |  |  |  |
| | 17. Беатрис од Провансе              |  |  |  |  |  |  |  |  |  |  |  |                      |  |  |  |
| |                                      |  |  |  |  |  |  |  |  |  |  |  |                      |  |  |  |
| |                                      |  |  |  |  |  |  |  |  |  |  |  |                      |  |  |  |
| |                                      |  |  |  |  |  |  |  |  |  |  |  |                      |  |  |  |
| | 4. Карло Мартел Анжујски             |  |  |  |  |  |  |  |  |  |  |  |                      |  |  |  |
| |                                      |  |  |  |  |  |  |  |  |  |  |  |                      |  |  |  |
| |                                      |  |  |  |  |  |  |  |  |  |  |  |                      |  |  |  |
| |                                      |  |  |  |  |  |  |  |  |  |  |  |                      |  |  |  |
| | 18. Стефан V Угарски                 |  |  |  |  |  |  |  |  |  |  |  |                      |  |  |  |
| |                                      |  |  |  |  |  |  |  |  |  |  |  |                      |  |  |  |
| |                                      |  |  |  |  |  |  |  |  |  |  |  |                      |  |  |  |
| |                                      |  |  |  |  |  |  |  |  |  |  |  |                      |  |  |  |
| | 9. Марија Угарска                    |  |  |  |  |  |  |  |  |  |  |  |                      |  |  |  |
| |                                      |  |  |  |  |  |  |  |  |  |  |  |                      |  |  |  |
| |                                      |  |  |  |  |  |  |  |  |  |  |  |                      |  |  |  |
| |                                      |  |  |  |  |  |  |  |  |  |  |  |                      |  |  |  |
| | 19. Јелисавета Куманка               |  |  |  |  |  |  |  |  |  |  |  |                      |  |  |  |
| |                                      |  |  |  |  |  |  |  |  |  |  |  |                      |  |  |  |
| |                                      |  |  |  |  |  |  |  |  |  |  |  |                      |  |  |  |
| |                                      |  |  |  |  |  |  |  |  |  |  |  |                      |  |  |  |
| | 2. Карло Роберт                      |  |  |  |  |  |  |  |  |  |  |  |                      |  |  |  |
| |                                      |  |  |  |  |  |  |  |  |  |  |  |                      |  |  |  |
| |                                      |  |  |  |  |  |  |  |  |  |  |  |                      |  |  |  |
| |                                      |  |  |  |  |  |  |  |  |  |  |  |                      |  |  |  |
| | 20. Алберт IV, гроф Хабзбурга        |  |  |  |  |  |  |  |  |  |  |  |                      |  |  |  |
| |                                      |  |  |  |  |  |  |  |  |  |  |  |                      |  |  |  |
| |                                      |  |  |  |  |  |  |  |  |  |  |  |                      |  |  |  |
| |                                      |  |  |  |  |  |  |  |  |  |  |  |                      |  |  |  |
| | 10. Рудолф I Хабзбуршки              |  |  |  |  |  |  |  |  |  |  |  |                      |  |  |  |
| |                                      |  |  |  |  |  |  |  |  |  |  |  |                      |  |  |  |
| |                                      |  |  |  |  |  |  |  |  |  |  |  |                      |  |  |  |
| |                                      |  |  |  |  |  |  |  |  |  |  |  |                      |  |  |  |
| | 21. Каилвига од Кибурга              |  |  |  |  |  |  |  |  |  |  |  |                      |  |  |  |
| |                                      |  |  |  |  |  |  |  |  |  |  |  |                      |  |  |  |
| |                                      |  |  |  |  |  |  |  |  |  |  |  |                      |  |  |  |
| |                                      |  |  |  |  |  |  |  |  |  |  |  |                      |  |  |  |
| | 5. Клеменсија Хабзбуршка             |  |  |  |  |  |  |  |  |  |  |  |                      |  |  |  |
| |                                      |  |  |  |  |  |  |  |  |  |  |  |                      |  |  |  |
| |                                      |  |  |  |  |  |  |  |  |  |  |  |                      |  |  |  |
| |                                      |  |  |  |  |  |  |  |  |  |  |  |                      |  |  |  |
| | 22. Бурхард V од Хоенбурга           |  |  |  |  |  |  |  |  |  |  |  |                      |  |  |  |
| |                                      |  |  |  |  |  |  |  |  |  |  |  |                      |  |  |  |
| |                                      |  |  |  |  |  |  |  |  |  |  |  |                      |  |  |  |
| |                                      |  |  |  |  |  |  |  |  |  |  |  |                      |  |  |  |
| | 11. Гертруда од Хоенбурга            |  |  |  |  |  |  |  |  |  |  |  |                      |  |  |  |
| |                                      |  |  |  |  |  |  |  |  |  |  |  |                      |  |  |  |
| |                                      |  |  |  |  |  |  |  |  |  |  |  |                      |  |  |  |
| |                                      |  |  |  |  |  |  |  |  |  |  |  |                      |  |  |  |
| | 23. Матилда од Тибингена             |  |  |  |  |  |  |  |  |  |  |  |                      |  |  |  |
| |                                      |  |  |  |  |  |  |  |  |  |  |  |                      |  |  |  |
| |                                      |  |  |  |  |  |  |  |  |  |  |  |                      |  |  |  |
| |                                      |  |  |  |  |  |  |  |  |  |  |  |                      |  |  |  |
| | 1. Лајош I Анжујски                  |  |  |  |  |  |  |  |  |  |  |  |                      |  |  |  |
| |                                      |  |  |  |  |  |  |  |  |  |  |  |                      |  |  |  |
| |                                      |  |  |  |  |  |  |  |  |  |  |  |                      |  |  |  |
| |                                      |  |  |  |  |  |  |  |  |  |  |  |                      |  |  |  |
| | 24. Конрад Пјаст                     |  |  |  |  |  |  |  |  |  |  |  |                      |  |  |  |
| |                                      |  |  |  |  |  |  |  |  |  |  |  |                      |  |  |  |
| |                                      |  |  |  |  |  |  |  |  |  |  |  |                      |  |  |  |
| |                                      |  |  |  |  |  |  |  |  |  |  |  |                      |  |  |  |
| | 12. Казимир I Кујавски               |  |  |  |  |  |  |  |  |  |  |  |                      |  |  |  |
| |                                      |  |  |  |  |  |  |  |  |  |  |  |                      |  |  |  |
| |                                      |  |  |  |  |  |  |  |  |  |  |  |                      |  |  |  |
| |                                      |  |  |  |  |  |  |  |  |  |  |  |                      |  |  |  |
| | 25. Агафија                          |  |  |  |  |  |  |  |  |  |  |  |                      |  |  |  |
| |                                      |  |  |  |  |  |  |  |  |  |  |  |                      |  |  |  |
| |                                      |  |  |  |  |  |  |  |  |  |  |  |                      |  |  |  |
| |                                      |  |  |  |  |  |  |  |  |  |  |  |                      |  |  |  |
| | 6. Владислав I Кратки                |  |  |  |  |  |  |  |  |  |  |  |                      |  |  |  |
| |                                      |  |  |  |  |  |  |  |  |  |  |  |                      |  |  |  |
| |                                      |  |  |  |  |  |  |  |  |  |  |  |                      |  |  |  |
| |                                      |  |  |  |  |  |  |  |  |  |  |  |                      |  |  |  |
| | 26. Казимир I Ополски                |  |  |  |  |  |  |  |  |  |  |  |                      |  |  |  |
| |                                      |  |  |  |  |  |  |  |  |  |  |  |                      |  |  |  |
| |                                      |  |  |  |  |  |  |  |  |  |  |  |                      |  |  |  |
| |                                      |  |  |  |  |  |  |  |  |  |  |  |                      |  |  |  |
| | 13. Ефросинија од Ополе              |  |  |  |  |  |  |  |  |  |  |  |                      |  |  |  |
| |                                      |  |  |  |  |  |  |  |  |  |  |  |                      |  |  |  |
| |                                      |  |  |  |  |  |  |  |  |  |  |  |                      |  |  |  |
| |                                      |  |  |  |  |  |  |  |  |  |  |  |                      |  |  |  |
| | 27. Виола Ополска                    |  |  |  |  |  |  |  |  |  |  |  |                      |  |  |  |
| |                                      |  |  |  |  |  |  |  |  |  |  |  |                      |  |  |  |
| |                                      |  |  |  |  |  |  |  |  |  |  |  |                      |  |  |  |
| |                                      |  |  |  |  |  |  |  |  |  |  |  |                      |  |  |  |
| | 3. Елизабета Пољска                  |  |  |  |  |  |  |  |  |  |  |  |                      |  |  |  |
| |                                      |  |  |  |  |  |  |  |  |  |  |  |                      |  |  |  |
| |                                      |  |  |  |  |  |  |  |  |  |  |  |                      |  |  |  |
| |                                      |  |  |  |  |  |  |  |  |  |  |  |                      |  |  |  |
| | 28. Владислав Одонич од Великопољске |  |  |  |  |  |  |  |  |  |  |  |                      |  |  |  |
| |                                      |  |  |  |  |  |  |  |  |  |  |  |                      |  |  |  |
| |                                      |  |  |  |  |  |  |  |  |  |  |  |                      |  |  |  |
| |                                      |  |  |  |  |  |  |  |  |  |  |  |                      |  |  |  |
| | 14. Болеслав од Великопољске         |  |  |  |  |  |  |  |  |  |  |  |                      |  |  |  |
| |                                      |  |  |  |  |  |  |  |  |  |  |  |                      |  |  |  |
| |                                      |  |  |  |  |  |  |  |  |  |  |  |                      |  |  |  |
| |                                      |  |  |  |  |  |  |  |  |  |  |  |                      |  |  |  |
| | 29. Јадвига од Помераније            |  |  |  |  |  |  |  |  |  |  |  |                      |  |  |  |
| |                                      |  |  |  |  |  |  |  |  |  |  |  |                      |  |  |  |
| |                                      |  |  |  |  |  |  |  |  |  |  |  |                      |  |  |  |
| |                                      |  |  |  |  |  |  |  |  |  |  |  |                      |  |  |  |
| | 7. Јадвига од Калиша                 |  |  |  |  |  |  |  |  |  |  |  |                      |  |  |  |
| |                                      |  |  |  |  |  |  |  |  |  |  |  |                      |  |  |  |
| |                                      |  |  |  |  |  |  |  |  |  |  |  |                      |  |  |  |
| |                                      |  |  |  |  |  |  |  |  |  |  |  |                      |  |  |  |
| | 30. Бела IV                          |  |  |  |  |  |  |  |  |  |  |  |                      |  |  |  |
| |                                      |  |  |  |  |  |  |  |  |  |  |  |                      |  |  |  |
| |                                      |  |  |  |  |  |  |  |  |  |  |  |                      |  |  |  |
| |                                      |  |  |  |  |  |  |  |  |  |  |  |                      |  |  |  |
| | 15. Јоланда од Угарске               |  |  |  |  |  |  |  |  |  |  |  |                      |  |  |  |
| |                                      |  |  |  |  |  |  |  |  |  |  |  |                      |  |  |  |
| |                                      |  |  |  |  |  |  |  |  |  |  |  |                      |  |  |  |
| |                                      |  |  |  |  |  |  |  |  |  |  |  |                      |  |  |  |
| | 31. Марија Ласкарис                  |  |  |  |  |  |  |  |  |  |  |  |                      |  |  |  |
| |                                      |  |  |  |  |  |  |  |  |  |  |  |                      |  |  |  |
| |                                      |  |  |  |  |  |  |  |  |  |  |  |                      |  |  |  |